# Distrito de San Martín de Porres
El distrito de San Martín de Porres es uno de los cuarenta y tres distritos que conforman la provincia de Lima, ubicada en el departamento homónimo, en el Perú. Limita al norte con el distrito de Ventanilla, provincia constitucional del Callao, y el distrito de Puente Piedra; al este con el distrito de Los Olivos; al sureste, con los distritos de Independencia y Rímac; al sur con el distrito de Lima; al suroeste, con el distrito de Carmen de La Legua-Reynoso, provincia constitucional del Callao; y al oeste con el distrito del Callao, perteneciente a la provincia constitucional homónima. Es el segundo distrito más poblado de Lima Metropolitana y del Perú.

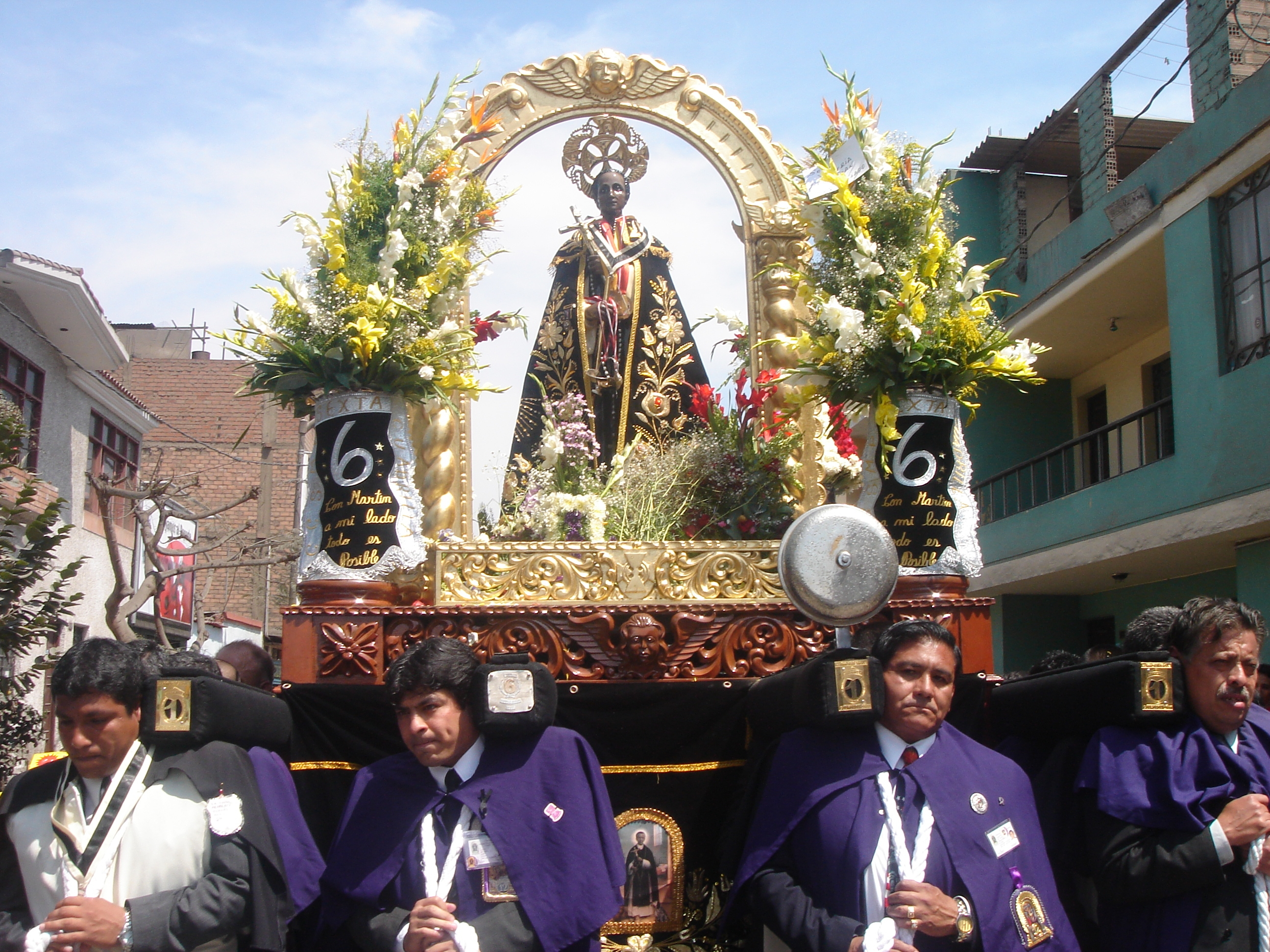
Procesión al santo dominico San Martín de Porres.

## Nombre
El distrito recibe su nombre en referencia al santo peruano Martín de Porres. Fue creado durante el gobierno de Manuel A. Odría, mediante el Decreto Ley N.º 11369 del 22 de mayo de 1950, con el nombre de «Distrito Obrero Industrial 27 de Octubre». El 25 de octubre de 1956, cambia de nombre a «Distrito Fray Martín de Porres», por el Decreto Ley N.º 12662. Finalmente, con la canonización del hasta entonces beato, adquiere su actual denominación a «Distrito San Martín de Porres», mediante el Decreto Supremo N.º 382 A- M (11 de mayo de 1962) y el Decreto Ley N.º 14753. Si bien investigaciones de historiadores, han demostrado que el verdadero apellido del santo fue Porras, el distrito no ha vuelto a modificar el nombre.

## Historia

### Orígenes
En 1936, durante el segundo gobierno de Óscar R. Benavides, se construye el Puente del Ejército y se prolonga la avenida Bolognesi (actualmente avenida Caquetá). Esta zona se vuelve un punto de conexión entre el norte y centro de la ciudad, es así, que se construyen los primeros barrios obreros de Lima Norte, por iniciativa del gobierno a través del Ministerio de Fomento y Obras Públicas.
Las permanentes sequías en los andes peruanos determinaron que numerosas familias andinas buscaran posibilidades de vivir en otras regiones del país. Miles de familias andinas empezaron a mediados de 1940, a emigrar masivamente hacia la costa. Una gran parte se establece en ciudades como Chimbote e Ica. Otras familias andinas alcanzaron llegar a Lima, la capital del país. 
En su valioso estudio sobre la población de San Martín de Porres, Carlos Iván Degregori, Cecilia Blondet y Nicolás Lynch, refiriéndose a pobladores de este distrito que ellos entrevistaron, establecieron que la mayoría provenían de lugares como Ayacucho, Cajamarca, Huancayo, Huánuco, Ancash, Piura y Chiclayo, entre otras ciudades. En su libro “Conquistadores de un Nuevo Mundo”, los investigadores, después de analizar las causas que llevaron a estas personas a emigrar hacia Lima, sostienen que "la motivación predominante para la búsqueda de nuevos horizontes es el rechazo a la situación de opresión y pobreza en el pueblo natal". Luego, en 1945, durante el gobierno de José Luis Bustamante y Rivero, se produjo la primera ocupación de terrenos, por parte de estos emigrantes andinos en la zona de Piñonate. Entre 1945 y 1948, se produjeron sucesivas ocupaciones en las tierras que colindan con la actual avenida Perú. Fueron 3 km² de la testamentaría Aparicio que beneficiaron a 8 mil familias. El terreno del futuro distrito pertenecía en aquel entonces al distrito de Carabayllo, una de cuyas agencias municipales servía deficientemente en esta zona. El 25 de noviembre de 1949, en ceremonia cívica, la población se pronuncia por la independencia, estando presente el alcalde de Lima, Luis Gallo Porras. 

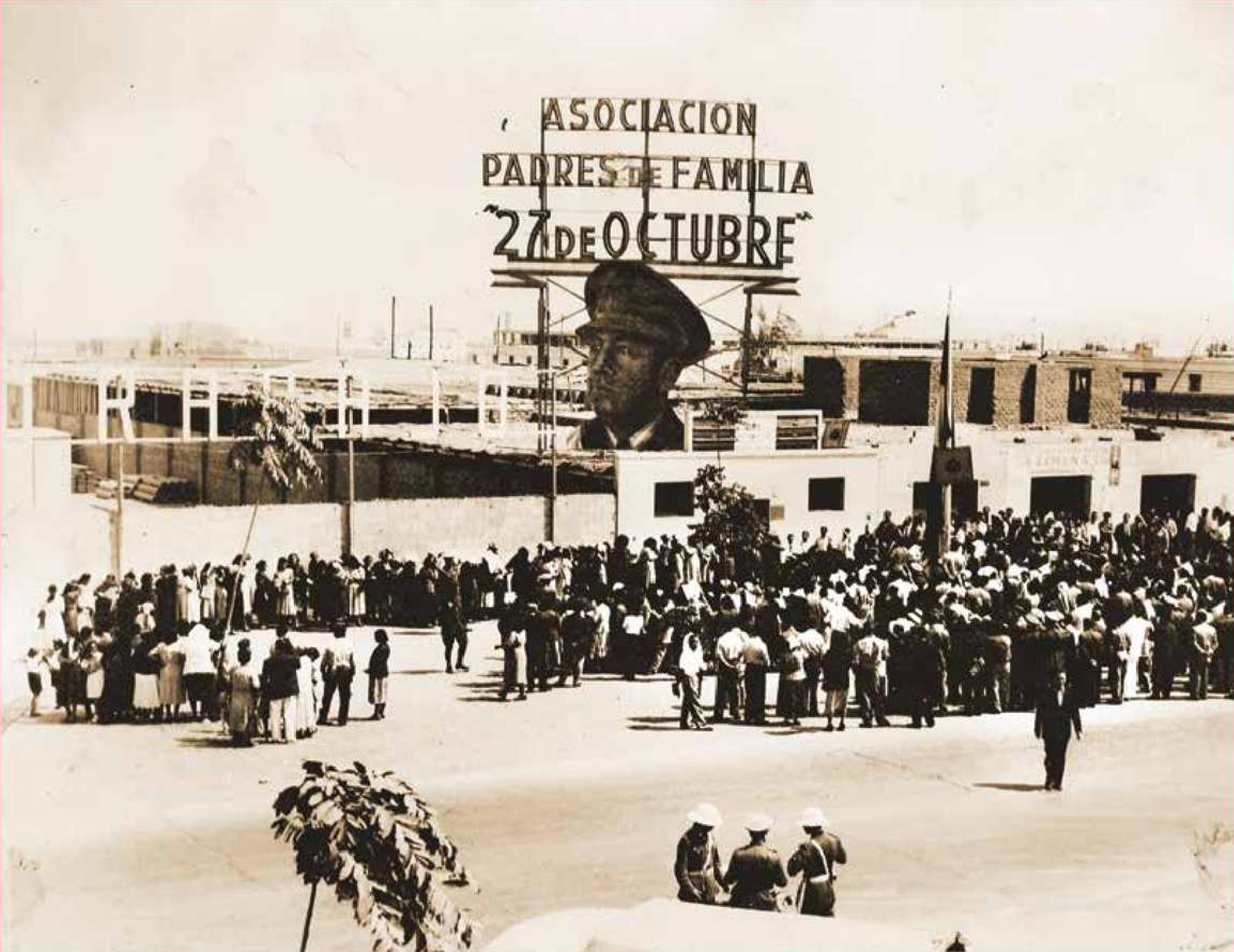
La Asociación de Padres de Familia 27 de Octubre en 1953.

Al ascender al Gobierno, el Gral. Manuel Odría, este deseaba contar con un sustento social que contrapesara la fuerte influencia popular que ostentaba el Partido Aprista Peruano, APRA. Ante esta situación en la que coincidieron los intereses de la «Asociación de Padres de Familia 27 de Octubre», que auspiciaba el nuevo distrito y el régimen de Odría, se aprobó el Decreto Ley N.º 11369 que crea el Distrito Obrero Industrial 27 de Octubre, que se segrega del distrito de Carabayllo, siendo el 22 de mayo de 1950. Esta fecha marca el nacimiento del distrito, y es hasta hoy, el día festivo de aniversario. 
En sus inicios, el territorio de San Martín de Porres estuvo conformado por diversas haciendas de producción agrícola y pecuaria: Chuquitanta, Pro, Naranjal, Infantas, Santa Rosa, Garagay Alto, Garagay Bajo, Chavarría, Mulería, Aliaga, Condevilla, San José, Palao, y la Huerta Sol. También las haciendas: Oquendo, Taboada, Bocanegra y San Agustín. Parte de estas cuatro últimas, pasaron después a formar parte del Callao, el 2 de enero de 1956. Aun durante la década de los 60 y 70 del siglo anterior, se cultivaba en estas haciendas algodón, maíz, aceitunas, naranjas, entre otros productos agrícolas.
Otra de las formas como se produjo el poblamiento es a través de las Asociaciones Pro Vivienda, Cooperativas y de Inmobiliarias. Pese a la existencia de leyes que protegen las áreas agrícolas, mediante múltiples modalidades se ha procedido al cambio de uso y al sembrado de cemento. Este proceso ha dado lugar a las urbanizaciones de Lima Norte.
El distrito de San Martín de Porres ha sido construido por la pujanza de su población, que los primeros años autofinanció la habilitación de servicios básicos como agua, desagüe, electricidad. Hasta nuestros días ha llegado esa tradición.  
El 11 de mayo de 1962, luego de la canonización del Beato Martín de Porres, se expide el Decreto Supremo N.° 382 A-M, modificándose el nombre original por el de "San Martín de Porres", que ostenta en la actualidad. Investigaciones de historiadores han demostrado que el verdadero apellido del Santo fue Porras, sin embargo, el distrito no volvió a modificar su nombre. 
El 6 de abril de 1989, fue escindido de la jurisdicción de San Martín de Porres, el distrito de Los Olivos a pedido de los moradores de los distintos barrios que comprenden la mencionada circunscripción, creando los conflictos limítrofes con el vecino distrito de Independencia. Debido a la ambigüedad en la redacción de la ley de creación correspondiente a este distrito, se originó una zona en litigio que es conocida como "Industrial", circunscrita por las avenidas Alfredo Mendiola, Naranjal, Túpac Amaru y Tomás Valle, y las urbanizaciones como Naranjal, Industrial, Mesa Redonda ubicadas dentro de estas avenidas las cuales fueron históricamente originadas en San Martín de Porres. Estas zonas son sede del principal centro económico en Lima Norte por ubicarse centros comerciales y educativos.
Asimismo, debido a la misma creación del distrito de Los Olivos, la zona correspondiente a la urbanización Infantas, Santa Luisa, Pro Industrial, quedó como una colonia fuera del territorio del distrito santo. Esta zona circunscrita entre las avenidas San Bernardo, Panamericana Norte y Gerardo Unger, hasta la ribera próxima del río Chillón, también se encuentra en litigio con el distrito de Comas, por el motivo anteriormente mencionado. Es potestad del Congreso de la República del Perú y Instituto Metropolitano de Planificación deliberar la validez de la ley de creación del distrito de Los Olivos respecto a la del distrito de San Martín de Porres, o la redacción de una modificatoria, que determine la jurisdicción de cada uno de los distritos en conflicto.

### Escudo

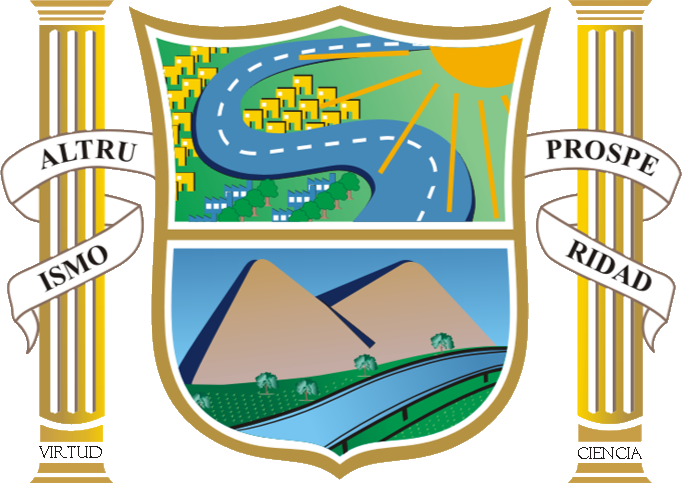
Escudo oficial de la Municipalidad Distrital de San Martin de Porres.

En el diseño del escudo predomina el color verde, que en heráldica (arte de describir y explicar los escudos), representa la esperanza, la naturaleza y el medio ambiente protegido como el distrito ecológico en el que se convertirá la comuna. También destacan las tonalidades de color amarillo, que representan la riqueza y la sabiduría, herencia y patrimonio del distrito rico en tierras fructíferas y zonas arqueológicas. Según las leyes de la heráldica, los que lleven este color en sus escudos están obligados a hacer el bien a los pobres y defender a sus vecinos, peleando por ellos. El color celeste, que es conocido como insignia de valor y grandeza, encarna la pureza del agua, un recurso natural indispensable para el desarrollo humano y vegetal que llevan los ríos Rímac y Chillón. Por su parte, el color marrón refleja la fuerza y el poder de los cerros erigidos en el fértil territorio. Los apus o cerros ancestrales reflejan la solidez y fortaleza de una administración con rostro humano desarrollada por la actual gestión municipal.
En la parte superior, los colores verde y amarillo combinan armoniosamente las zonas urbanas con las zonas en vías de desarrollo bajo el sol radiante que ilumina durante todo el año. La carretera Panamericana Norte toma forma de la letra "S" del nombre del distrito, así como las calles y avenidas que lo conforman. Los árboles también forman parte de este escenario como muestra del constante trabajo ecológico. En la parte inferior, de colores celeste, verde y marrón, el relieve de los cerros representa la letra "M" del nombre del distrito. Estos son parte de la topografía del distrito y los árboles ubicados a la ribera del río dan cuenta del interés ecológico de la gestión edil.
Los pilares laterales representan el altruismo y la prosperidad, considerados como los elementos fundamentales del escudo, porque sobre ellos reposan la ciencia y la virtud como principios indispensables de la armonía para el progreso de toda nación. La ciencia responde al constante avance de la tecnología como instrumento para mejorar la calidad de vida de las personas; mientras que, la virtud debe ser intrínseca a todo ser humano para la consecución de sus metas. Ambos confluyen en la libertad, igualdad y la fraternidad universal que debe reinar entre todos los residentes sanmartinianos.

### Fundadores

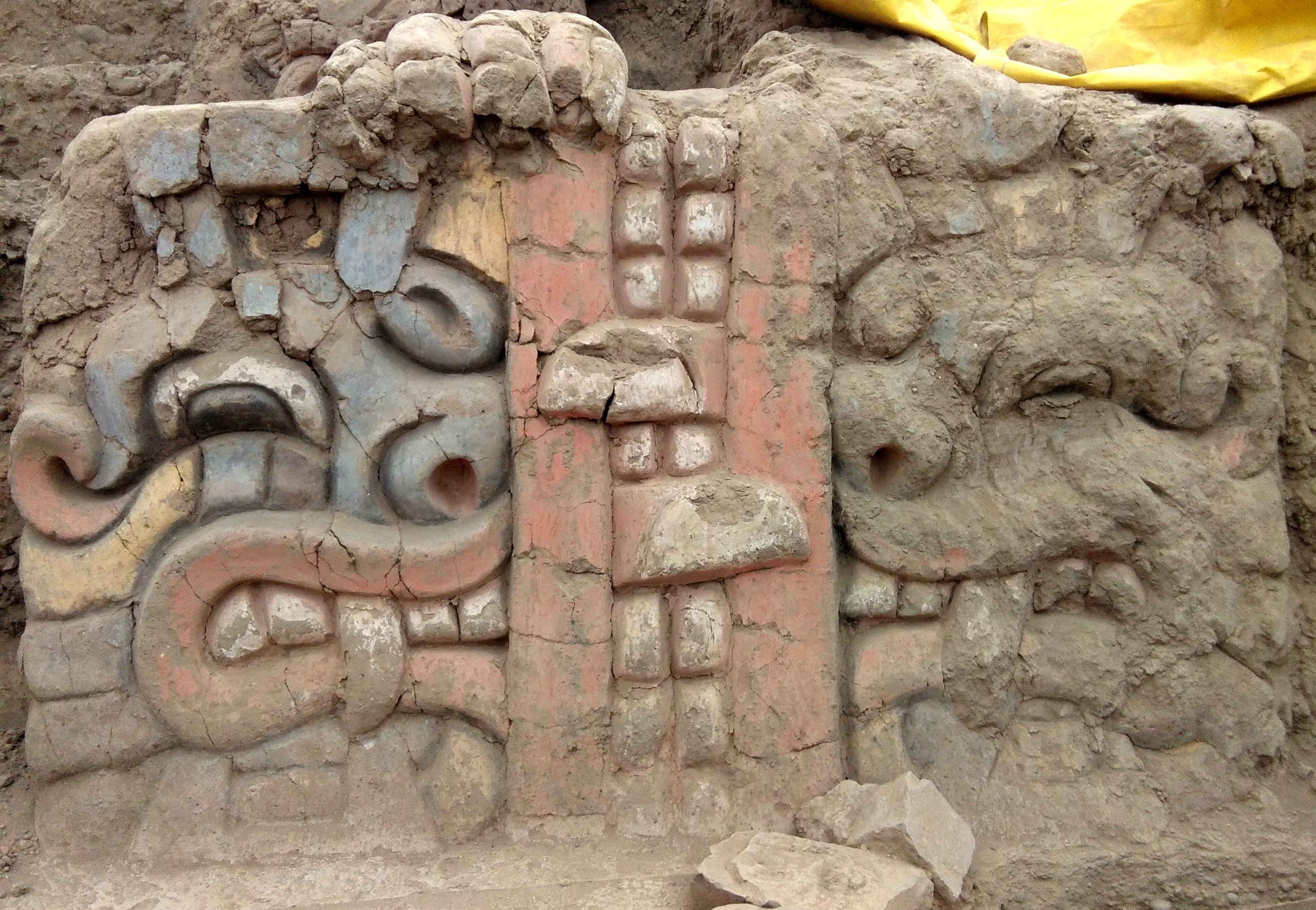
Friso antropomórfico en la Huaca Garagay, en el distrito de San Martín de Porres.

Entre los cientos de fundadores de San Martín de Porres, el Concejo Distrital reconoció a cuatro personajes que apenas entrando a la adolescencia pisaron por primera vez esta localidad. Hoy son los hombres y mujeres de mayor edad en la zona, aquellos que llegaron al distrito cuando esto aún no asomaba como la gran urbe que es ahora, ni mucho menos tenía la nomenclatura de San Martín de Porres. Isabel Adrocich, Elena Adrocich, Salomón Zubiate y Germán Dulanto, personajes que vinieron al distrito cuando este todavía era agrícola, huyendo del terremoto que sacudió y prácticamente desapareció parte de Lima y Callao.
"Yo vivía en el Jr. Caylloma, en el Cercado de Lima, allí había un solar grande que empezó a caerse, las paredes y todo alrededor temblaba y se partía, era un miedo infernal. Mi padre colocó puntales para aguantar la caída, él luchaba por no salir de allí, era su hogar. Pero mi madre nos sacó a gritos y nos trajo acá. Ahora este es mi hogar, mi dulce hogar", dijo don Salomón con melancolía y con palabras que parecían hacerle un nudo en la garganta. Más adelante prosiguió con su narrativa y comentó los inicios y primeros años en el nuevo Barrio Obrero del Puente del Ejercito. "Llegamos él y sus vecinos que lo acompañaban en la mesa - siendo unos pequeños. Al principio extrañaba mi casa pero posteriormente esto se convirtió en mi nueva vida. Llegué con 14 años de edad. Cuando pisamos la zona, esto pertenecía al distrito de Carabayllo, colindando con el Rímac, hoy mi hogar tiene solo un nombre, se llama San Martín de Porres", puntualizó.
En medio de una conversación amical interviene doña Elena Adrocich. "Antiguamente acá era lindo vivir, se hacían fiestas hermosas, donde los jóvenes de aquella época disfrutábamos bastante. Las fiestas en la rotonda eran el centro de cualquier evento de la zona. Los hermanos Parra, Víctor Acha, Huambachano, Las Criollitas, todos ellos hacían un show de nunca acabar", rememora la señora Adrocich. Los cuatro personajes, sentados alrededor de la mesa, recordaron a una sola voz también a los hermanos católicos Columbanos, aquellos señores que pusieron un granito de arena en el crecimiento y desarrollo de la zona. "Uy, qué no hicieron los hermanos, ellos con el único fin humanista nos apoyaron bastante y nos dieron una vida de calidad". Don Germán Dulanto, quien disfrutaba de la conversación nos dijo lo siguiente: "Recuerdo que por el lado de lo que actualmente es el municipio había una morena de apellido Tasayco, ella con su burro nos traía leche y nos daba a todos los niños de esa época, nosotros contentos pasábamos por la zona casi todos los días, solo para recibir nuestra buena porción de leche de burra".
Por su parte, la Iglesia Metodista del Perú, también puso su granito de arena al desarrollo del nuevo distrito de San Martín de Porres, construyendo un Centro de Apoyo y Promoción Social, en el barrio conocido como "El Pedregal", a la altura de la cuadra 13 de la avenida Perú. Fundada el 7 de julio de 1955, en la calle Riobamba 690, en el mencionado centro metodista de Pedregal, se ofrecieron cursos de carpintería, electricidad, mecánica de autos, entre otros, a los jóvenes de dicha zona. Allí mismo se creó un consultorio médico y dental, que atendía a la población con tarifas económicas.

## Recortes territoriales

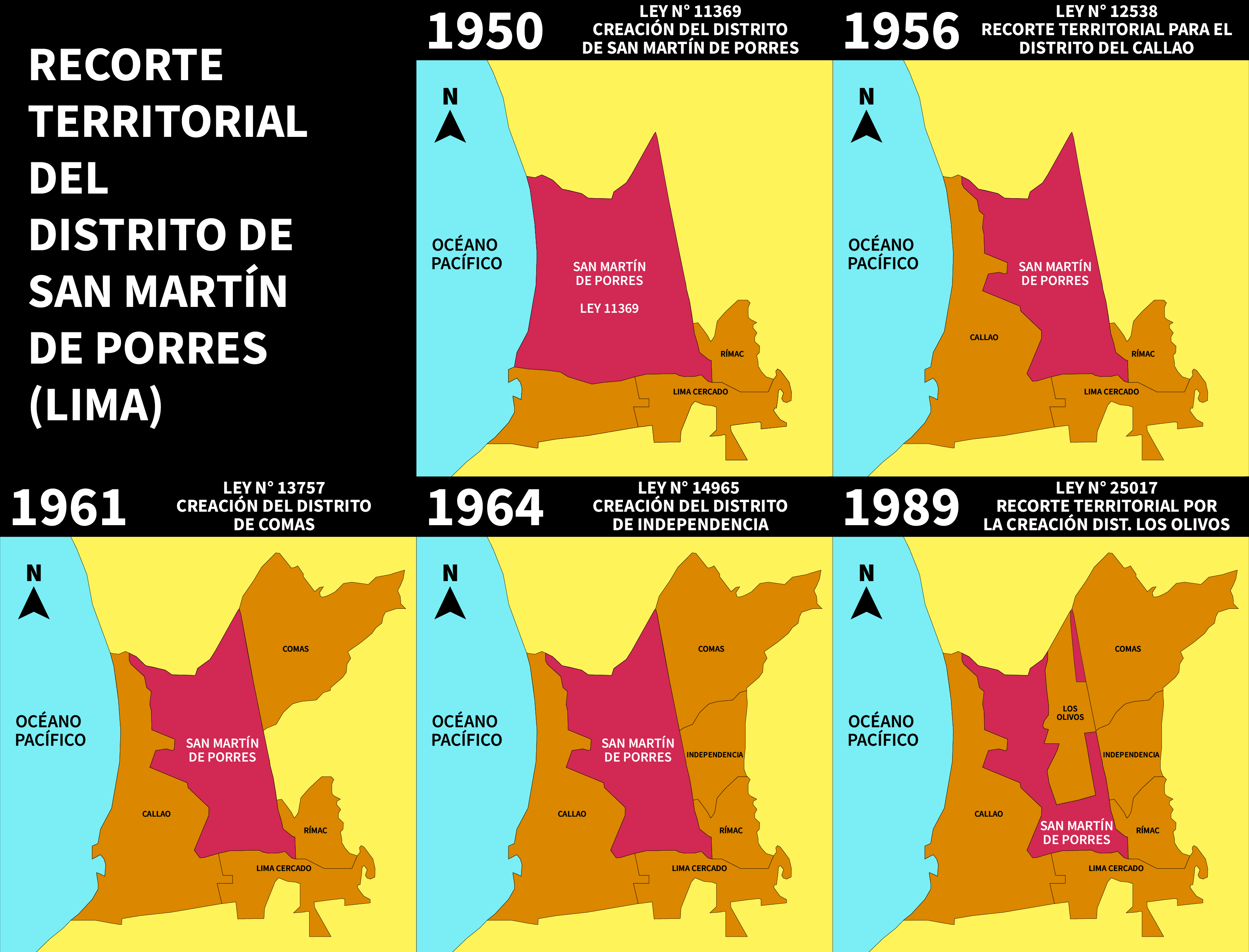
Recorte territorial histórico del distrito de San Martín de Porres.

El distrito de San Martín de Porres ha experimentado dos recortes territoriales desde su creación del 22 de mayo de 1950. Fundacionalmente, su área se aproximaba a 94 km², según la versión oficial del distrito, estos recortes posteriores tuvieron una iniciativa más política que técnica.

«Créase en la provincia de Lima, el Distrito Obrero Industrial "27 de Octubre", que estará conformado por los veinticinco centros poblados comprendidos entre el Puente del Ejército, la carretera Panamericana, el río Chillón y el océano Pacífico»
Artículo 1 de Ley N.º 11369, presidente, Manuel Odría.

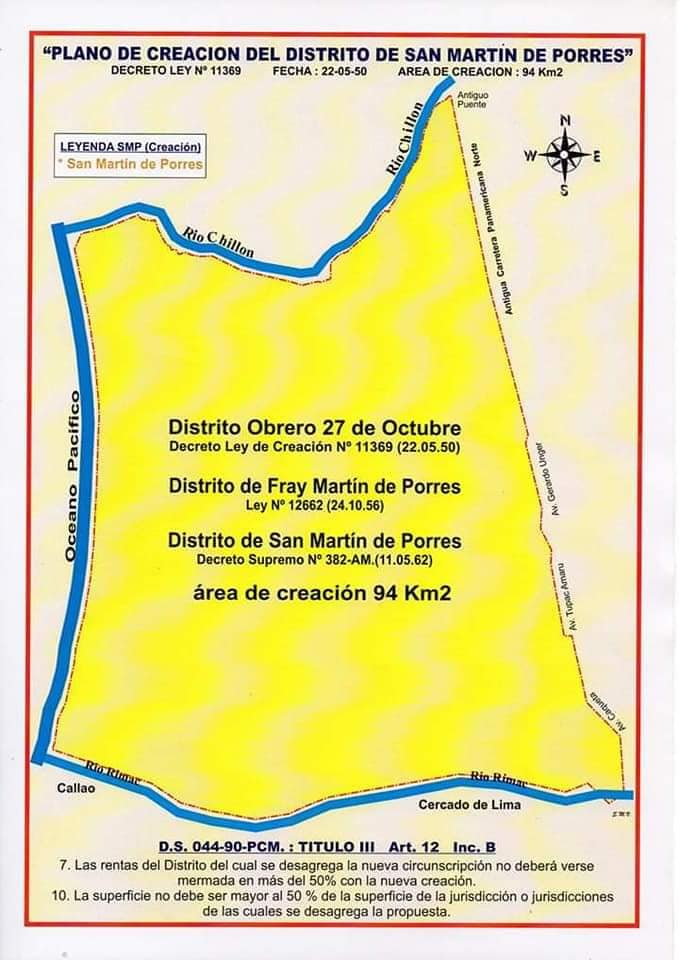
Límites del distrito San Martin de Porres en 1950.

Originalmente, estuvo formado por 25 centros poblados comprendidos entre el Puente del Ejército, la antigua carretera Panamericana Norte (hoy avenidas Túpac Amaru y Gerardo Unger), el río Chillón y el océano Pacífico. Su límite inicial al este, partía del eje del Puente del Ejército y seguía por el centro de la avenida Caquetá hasta su cruce con la antigua carretera Panamericana, continuaba por su eje hasta el puente sobre el río Chillón; al norte, iba desde el referido puente y seguía al thalweg del río Chillón hasta su desembocadura en el océano Pacífico, a los 11°56′, latitud Sur; al oeste, iba desde el thalweg de la desembocadura del río Chillón y seguía la costa hasta el límite con la provincia constitucional del Callao; y al sur, continuaba por los límites, de ese entonces, de la provincia del constitucional del Callao hasta encontrar el límite con la provincia de Lima, para seguir por el thalweg del río Rímac hasta encontrar el eje del Puente del Ejército.

«La capital del nuevo distrito estará constituida por la población del Barrio Obrero del Puente del Ejército y demás localidades anexas»
Artículo 2 de Ley N.º 11369, presidente, Manuel Odría.

### Primer recorte: ampliación del Callao

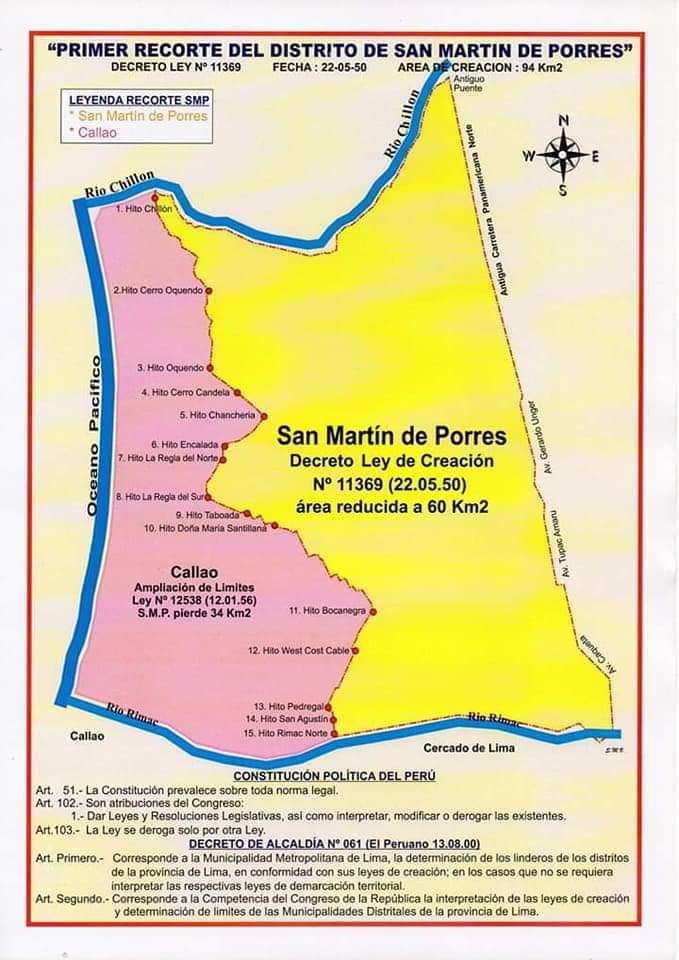
Primer recorte del distrito San Martin de Porres en 1956.

El primer recorte territorial ocurrió debido a cesión de territorio para la provincia constitucional del Callao, el 2 de enero de 1956. Este recorte inició tras presiones del militar y político chalaco, Néstor Gambetta, por la Ley N.º 12538, y cedió parte de las Haciendas Oquendo, Taboada, Bocanegra y San Agustín, de extensión en 34 km², que causó la mediterraneidad del distrito. Posteriormente, este hecho generó una zona en conflicto limítrofe entre los distritos de San Martín de Porres y Callao que se mantiene vigente.
Según el proyecto del senador Gambetta, la razones principales de la ampliación del Callao fue para el desarrollo de actividades portuarias de importación y exportación, así como de territorio para edificar viviendas a su población en aumento. Por otro lado, según informes del archivo del Congreso de agosto de 1953, el Consejo Provincial de Lima y el Consejo Distrital 27 de Octubre se opusieron, argumentando que la población del Callao no requería una ampliación rural tan basta. Asimismo, de que dicha zona ya estaba destinada a la creación de playas climáticas recreativas, como "Ventanilla Pampa", y a la construcción de viviendas obrero-industriales para las clases populares de Lima.
El nuevo límite con la provincia constitucional del Callao se trazaría con base en hitos de piedra como indicaba la ley. Posteriormente, el alcalde del Callao, Atilio Toschani Nicolini, ubicó nuevos hitos como el hito Chillón, hito cerro Oquendo, hito Oquendo, hito cerro Candela, hito Chanchería, hito Encalada, hito La Regla del Norte, hito La Regla del Sur, hito Taboada, hito Doña María Santillana, hito Bocanegra, hito West Cost, hito Pedregal, hito San Agustín, hito Rímac Norte.
En la época de la delimitación aún existían parcelas de las haciendas, y posteriormente, con el desarrollo urbano de la zona, algunas avenidas y calles no coincidieron exactamente con la demarcación original, generando que algunos predios, urbanizaciones y calles tengan imprecisión en su jurisdicción en el Callao o San Martín de Porres.

### Segundo recorte: creación de Los Olivos

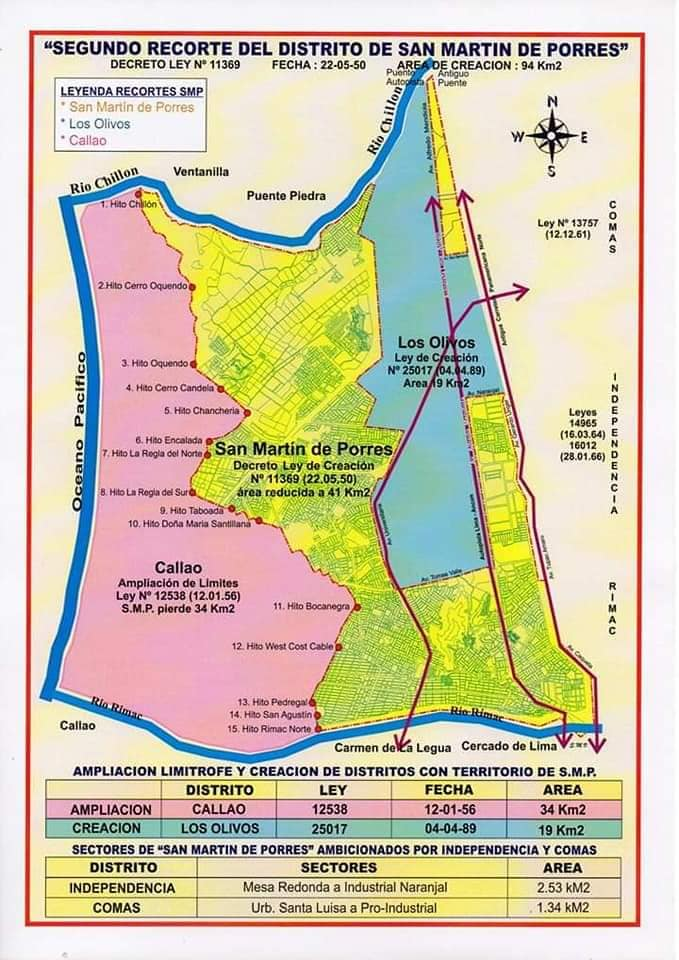
Segundo recorte del distrito San Martin de Porres en 1989.

El segundo recorte territorial ocurrió debido a la creación del distrito de Los Olivos, el 6 de abril de 1989. Se segregó del distrito de San Martín de Porres, por Decreto Ley N.º 25017, tras presiones de pobladores de las urbanizaciones Villa los Ángeles, Las Palmeras, Mercurio, El Trébol, Sol de Oro, Panamericana Norte, Villa Sol, Parque Naranjal, Covida, de extensión en 18.5 km². Este hecho posteriormente generó dos zonas en conflicto limítrofe entre San Martín de Porres, Comas e Independencia que se mantiene vigente.
Según el comité separatista, la razón principal de su creación fue que San Martín de Porres no podía dar atención a las poblaciones que en ella residían ni extenderles una cobertura real de los servicios básicos. Sin embargo, según informes del archivo del Congreso del 30 de marzo de 1988, que contraargumentaban esta idea, el comité estaba exagerando en sus intenciones al crear un nuevo distrito, especialmente cuando ningún distrito de Lima estaba debidamente atendido en cuanto a servicios se refiere. Otros argumentos en contra fueron que la división alentaba los intereses ajenos al desarrollo integral del distrito al desmembrar el territorio sanmartiniano. Asimismo, se menciona que el proyecto de ley fue una evidente discriminación económica entre pudientes y no pudientes; puesto que, Los Olivos dispondría de los contribuyentes industriales dejando a San Martín de Porres como única fuente económica los contribuyentes urbanos.
El 13 de mayo de 1983, el Instituto Geográfico Nacional comenzó a elaborar un mapa provisorio para el proyecto de ley de Los Olivos. Se estimaba, que abarcaría el 75% del territorio sanmartiniano de esa época. Este mapa provisional no fue aceptado, y en diciembre de 1984, el Concejo Distrital de San Martín de Porres le entregó a la Cámara de Diputados una modificación en donde proponía cederle a Los Olivos 45% de su territorio. Luego de varias modificaciones, finalmente, Los Olivos representaría aproximadamente el 33% del territorio de San Martín de Porres de esa época (1956).

## Geografía y límites distritales

### Ubicación

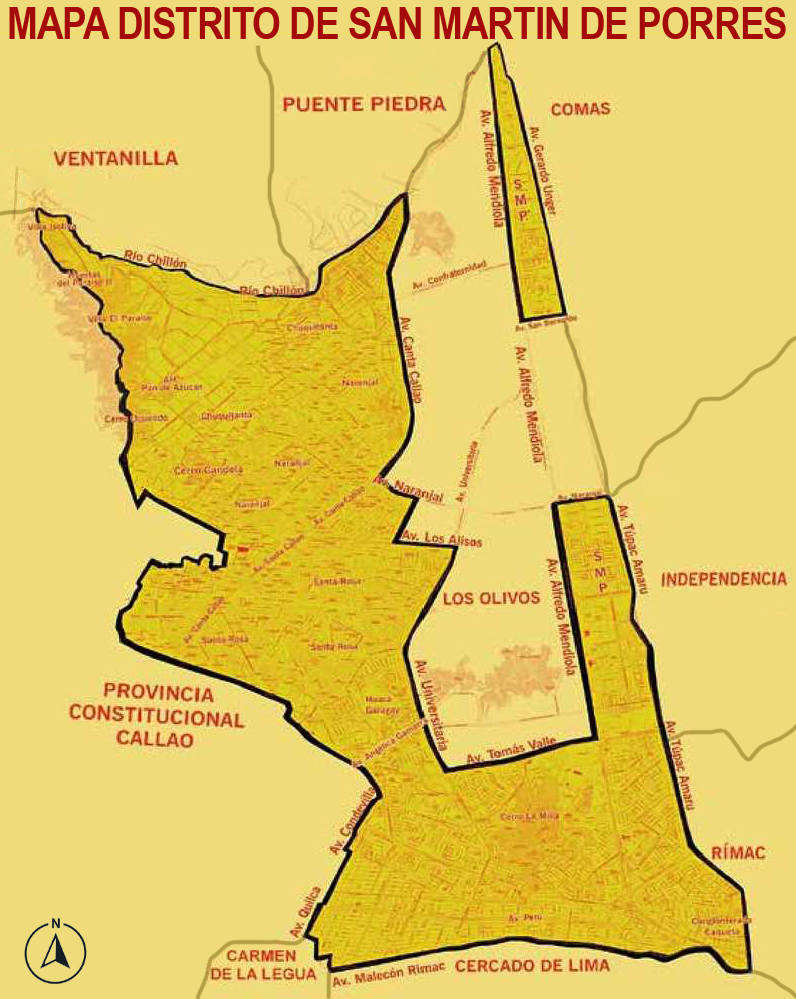
Mapa distrital de San Martín de Porres en Lima Metropolitana.

El distrito de San Martín de Porres está ubicado al noroeste del centro histórico de Lima, y forma parte de la subregión Lima Norte. Cuenta con una superficie de 41,5 km² y su altitud media es de 123 m s.n.m.
En 2023, su población estimada ascendía a 782,075 habitantes, según el Instituto Nacional de Estadística e Informática (INEI). 
En cuanto a su geología, el subsuelo está constituido por conglomerados de gravas y arenas, mediante compactos con algunos lentes arenosos. La porosidad y permeabilidad de algunos niveles permite la existencia de mapas acuíferos (aguas subterráneas que son extraídas mediante pozos). Además es el único distrito de la provincia de Lima que está en una zona o antiguo valle (estilo mesopotámico) bañado entre dos ríos (Rímac y Chillón).

### Límites
Limita al norte con el distrito de Ventanilla, provincia constitucional del Callao, y el distrito de Puente Piedra; al este con el distrito de Los Olivos; al sureste, con los distritos de Independencia y Rímac; al sur con el distrito de Lima; al suroeste, con el distrito de Carmen de La Legua-Reynoso, provincia constitucional del Callao; y al oeste con el distrito del Callao, perteneciente a la provincia constitucional homónima.
| Noroeste: Distrito del Callao - Callao / Distrito de Ventanilla - Callao | Norte: Distrito de Ventanilla - Callao / Distrito de Puente Piedra | Nordeste: Distrito de Los Olivos                        |
| Oeste: Distrito del Callao - Callao                                      |                                                                    | Este: Distrito de Los Olivos                            |
| Suroeste: Distrito de Carmen de La Legua-Reynoso - Callao                | Sur: Distrito de Lima                                              | Sureste: Distrito de Independencia / Distrito del Rímac |

## Conflictos limítrofes
En 1956, debido al recorte territorial por la ampliación de la provincia constitucional del Callao, surge una zona de conflicto con el distrito del Callao. Dicha disputa, se originó por la imprecisión en la redacción de los límites y la falta de cartografía de la ley, además de la desaparición de los hitos de piedra originales por el proceso de urbanización. El conflicto o indeterminación de límites se mantiene vigente, al corresponder a una pugna distrital-provincial, y está a la espera de ser totalmente definido por la Municipalidad Metropolitana de Lima, el Gobierno Regional del Callao, la Municipalidad Provincial del Callao, la Municipalidad de San Martín de Porres, la Presidencia del Consejo de Ministros y el Congreso de la República.
En 1989, debido al recorte territorial por la creación del distrito de Los Olivos, surgen dos zonas de conflicto, una con el distrito de Independencia y otra con el distrito de Comas. Dichos distritos argumentan, que al crearse el distrito de Los Olivos, parte de la antigua zona de industrias en San Martín de Porres les correspondería ser anexada; sin embargo, según la Municipalidad de San Martín de Porres, la ley de creación de un nuevo distrito no estaría facultada a ceder territorio a otros distritos no involucrados y por no haber sido un pedido expreso de los residentes. Asimismo, resalta que las leyes de creación de los distritos de Comas (Ley N.º 13757) e Independencia (Ley N.º 14965, Ley N.º 16012) marcan sus límites en la antigua Panamericana Norte, hoy avenida Túpac Amaru. El conflicto permanece y ambas zonas aún no son definidas por el Instituto Metropolitano de Planificación, la Municipalidad Metropolitana de Lima, la Presidencia del Consejo de Ministros o el Congreso de la República.

### Conflicto con Callao

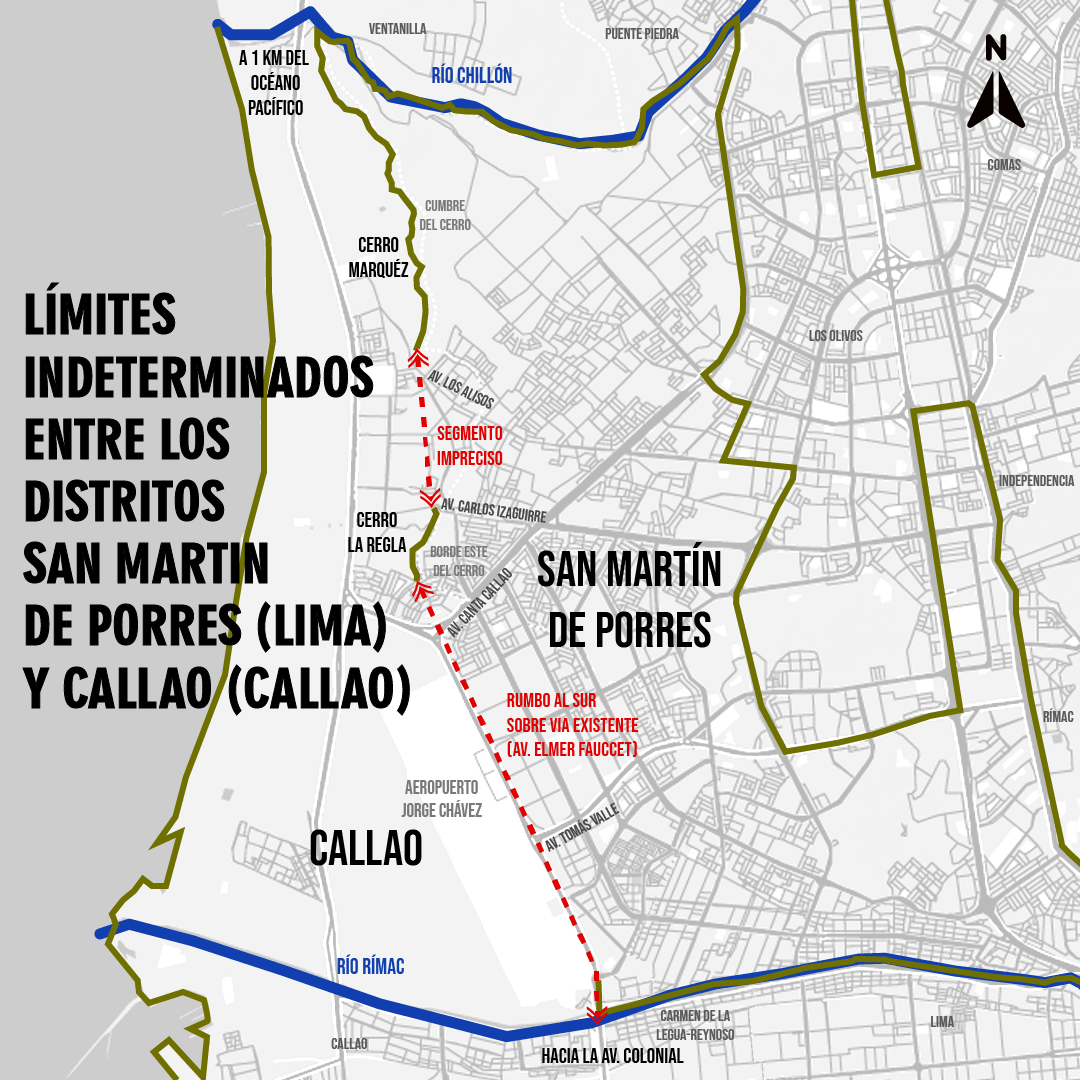
Tramos en conflicto territorial, entre los distritos de San Martin de Porres y Callao.

La zona en conflicto territorial con el distrito del Callao, tiene una extensión lineal de 11 kilómetros aproximadamente, y se ubica en dos segmentos: entre la cumbre del cerro Márquez hasta el cerro La Regla, y del borde este del cerro La Regla hasta el río Rímac.
El primer segmento mencionado inicia entre el pase por la cumbre del cerro Márquez hasta entrar al cerro La Regla. En esta zona se han desarrollado, desde el año 2000, asentamientos y urbanizaciones como Floresta de Oquendo, Villas de Oquendo, Costa Azul, Palmeras de Oquendo, entre otras que están ubicadas entre las avenidas Alameda Central y Alejandro Bertello, además se encuentran lugares arqueológicos como el Palacio del Inca de Oquendo. El segundo segmento mencionado es desde el borde este del cerro La Regla desplazándose con rumbo al sur, atravesando el río Rímac hasta dirigirse al sur en la avenida Colonial. En esta zona se han desarrollado, desde1980, las urbanizaciones El Álamo, Las Fresas, Sesquicentenario, Industrial Bocanegra, Santa Rosa, Bocanegra, entre otras que están ubicadas entre las avenidas Cuzco y Elmer Faucett, cercanas al Aeropuerto Jorge Chávez. Se encuentran lugares comerciales como el Mercado 3 de Enero.
En enero de 2006, el Instituto Metropolitano de Planificación determinó que los límites entre ambos distritos tenían tramos de imprecisión. En abril de 2006, la región del Callao comunicó a la Presidencia del Consejo de Ministros que existían tramos indeterminados con San Martín de Porres desde el cerro Oquendo hasta a altura del río Rímac. Mencionó que, en esta zona, si bien se edificaron hitos, estos en su mayoría fueron sido removidos o destruidos, zona donde se ha desarrollado con mayor intensidad el proceso de urbanización.
En 2014, el Congreso de la República promulgó la Ley N.º 30196, donde saneaba los límites del distrito de Ventanilla de la provincia constitucional del Callao, con diversos distritos limeños, entre ellos, el distrito de San Martín de Porres. Esta petición surgió junto con la del distrito del Callao, por lo que, se estimaría un tiempo similar para su solución definitiva. En 2020, la Municipalidad de San Martín de Porres indicó que existían fronteras naturales precisas como la cumbre del cerro Márquez y el borde este del cerro la Regla, y dos tramos imprecisos entre el cerro Márquez hasta el cerro La Regla y de este hasta el río Rímac.
En 2021, el Congreso de la República promulgó la Ley N.º 31228 donde declara de utilidad y necesidad públicas la habilitación urbana y el saneamiento físico-legal de los predios correspondientes a las asociaciones o programas de vivienda del fundo Oquendo dentro de la zona disputada. En diciembre de 2021, residentes de la zona de Pacasmayo, Bertello, Oquendo realizaron una manifestación en busca de mejoras en la infraestructura vial y saneamiento físico-legal de los predios, paralizados debido al problema limítrofe. En mayo de 2023, el GORE Callao y la PCM firmaron un acuerdo para el proceso de saneamiento. En septiembre de 2023, se inició el proceso excepcional de demarcación entre las direcciones de los gobiernos de Lima y Callao.
La imprecisión de límites entre ambas jurisdicciones se evidencia en la divergencia de los mapas oficiales de las instituciones estatales, como el Gobierno del Perú, el Instituto Metropolitano de Planificación, el distrito del Callao, el distrito de San Martín de Porres, la provincia del Callao, la provincia de Lima, etc.

### Conflicto con Independencia

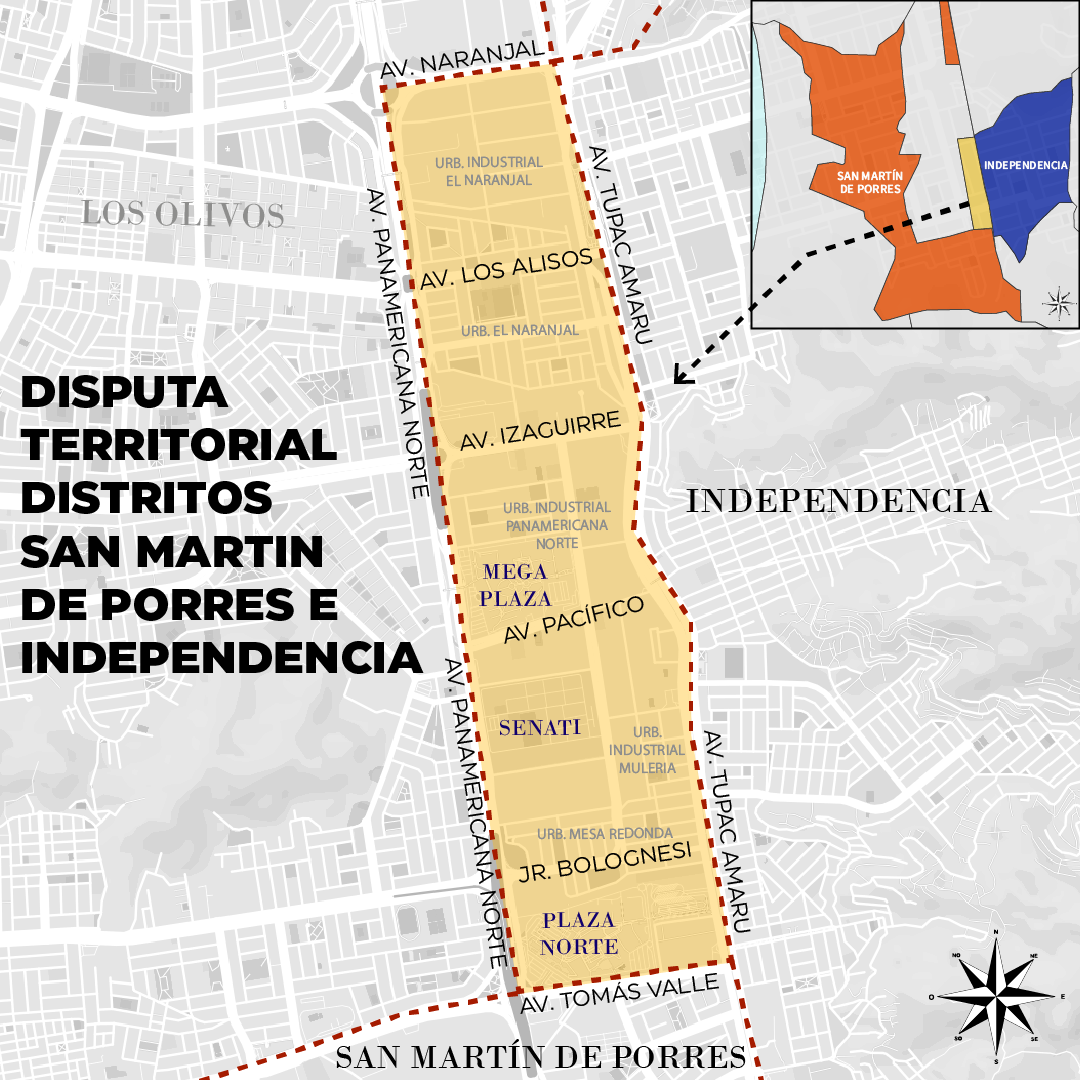
Zona en conflicto territorial entre los distritos de San Martin de Porres e Independencia.

La zona en conflicto territorial con el distrito de Independencia tiene forma cuadrangular y una extensión de 2.40 kilómetros cuadrados. Está delimitada por las avenidas Alfredo Mendiola (carretera Panamericana Norte), Naranjal, Túpac Amaru y Tomás Valle, y contiene a las urbanizaciones Naranjal, Industrial, Mesa Redonda, Mulería, Industrial El Naranjal, Industria Panamericana Norte y la asociación de vivienda El Naranjal. El conflicto alcanza también el sistema de tributación municipal, ya que los grandes centros comerciales tributan al distrito de Independencia; sin embargo, las urbanizaciones, y los pequeños y medianos comercios tributan al distrito de San Martín de Porres.
En 1998, residentes de la urbanización Naranjal identificados con el distrito de San Martín de Porres se enfrentaron al alcalde de Independencia, Guillermo Chacaltana, y sus regidores en una gresca en la avenida Los Alisos. En abril de 2013, ambas municipalidades reclamaron la administración del subsuelo de un parque cercano al Mega Plaza de Lima Norte. En junio de 2013, ocurrió una pelea entre ciudadanos de la zona y personal de serenazgo de Independencia por los problemas limítrofes, donde los primeros acusaron la destrucción de un letrero de San Martín de Porres. En 2014, la congresista, Cenaida Uribe, propuso un proyecto de ley para definir la zona en conflicto a Independencia. Días después, vecinos de San Martín de Porres bloquearon la carretera Panamericana Norte frente al SENATI en contra del proyecto de ley. Posteriormente, el alcalde sanmartiniano, Freddy Ternero, acudió al Congreso a expresarse en contra del recorte territorial.
En 2015, un grupo de vecinos de San Martín de Porres protestaron en la carretera Panamericana Norte, en contra del debate de otro proyecto ley en la Comisión de Descentralización. Meses después, el alcalde de San Martín de Porres, Adolfo Mattos, crea una Comisión Técnica Mixta de Defensa de Límites Territoriales a través de su Concejo Municipal, donde menciona que los distritos de Comas, Los Olivos y principalmente Independencia interfieren en la jurisdicción territorial. En 2017, vecinos residentes de la zona, identificados con el distrito de San Martín de Porres, se negaron a participar en el Censo Nacional 2017, porque el Instituto Nacional de Estadística e Informática consideró dicha zona como territorio del distrito de Independencia.

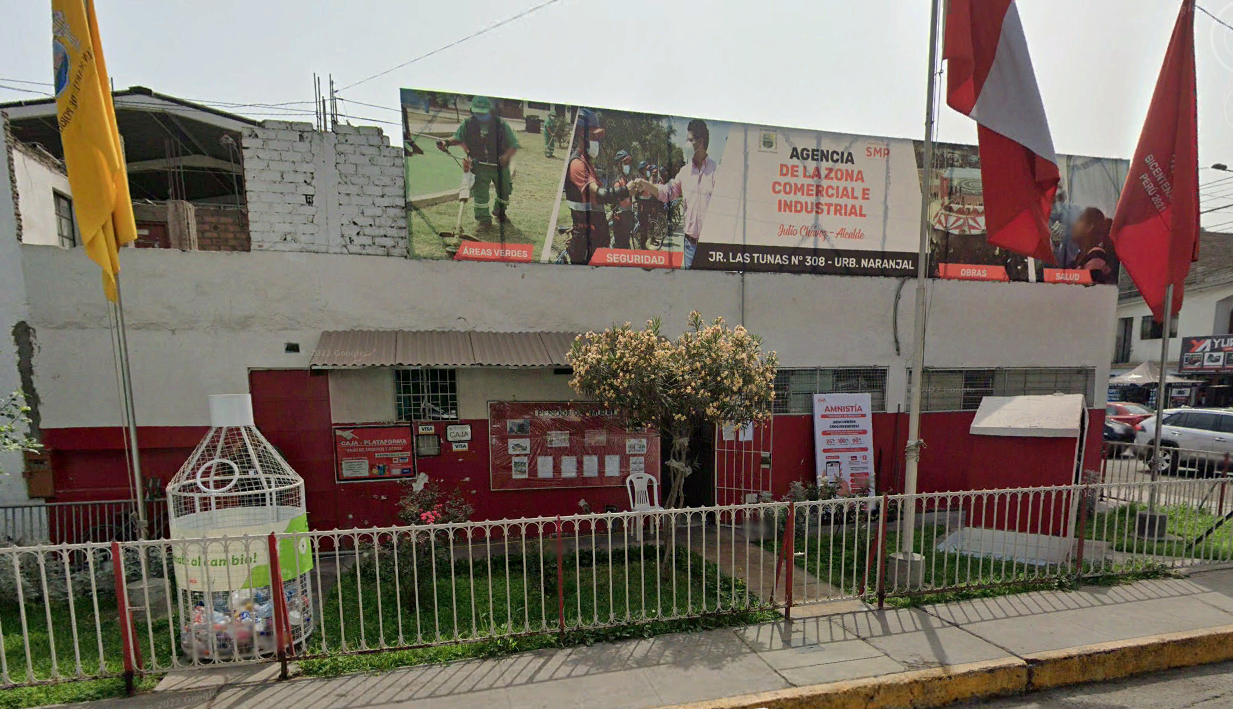
Agencia Municipal Naranjal, en la urbanización El Naranjal, del distrito de San Martín de Porres.

En junio de 2019, agentes de Independencia destruyeron con maquinaria pesada el letrero de San Martín de Porres, en el Parque Chavín de Huántar de la urbanización Mesa Redonda, siendo reconstruido meses después por el alcalde sanmartiniano, Julio Chávez. Días después, se registró un enfrentamiento entre los agentes de serenazgo de ambos municipios por intervenciones municipales en esta zona que produjo heridos e intervención de la policía. Posteriormente, el alcalde de Lima, Jorge Muñoz, convocó a la mediación en una mesa de trabajo y una próxima solución del conflicto mediante una posible consulta popular a los vecinos afectados. En diciembre del mismo año, residentes se opusieron a la implementación de cámaras por la Municipalidad de Independencia.
En febrero de 2020, los alcaldes de ambos distritos protagonizaron una discusión en la avenida Carlos Izaguirre, televisada por TV Perú, donde declararon sus argumentos sobre su soberanía en la zona en disputa. En el mismo mes, ocurrió un enfrentamiento entre serenazgo de Independencia y vecinos de Mesa Redonda por intervenciones a mototaxis que tributaban en el distrito de San Martín de Porres. En agosto de 2020, el Instituto Metropolitano de Planificación sugirió que el conflicto debería ser solucionado por el Congreso de La República en su facultad de intérprete de leyes. Días después, se presentó el Proyecto de Ley N°5907 que busca resolver el problema limítrofe entre ambos distritos. En diciembre del mismo año, se volvió a registrar un enfrentamiento de vecinos y serenazgo de ambas municipalidades en el Mercado Naranjal, con intervención de la policía y la fiscalía. Posteriormente, vecinos de la zona marcharon hasta la sede del Instituto Metropolitano de Planificación para pedir una solución definitiva del conflicto. En marzo de 2021, el alcalde sanmartiniano, Julio Chávez, solicitó al alcalde de Lima, Jorge Muñoz, su rectificación por unas declaraciones a favor del distrito de Independencia, en las cuales incumplió el principio de neutralidad en su condición de mediador en el proceso de disputa. En abril de 2023, residentes de la urbanización El Naranjal denunciaron doble cobro de tributos debido a la indeterminación de los predios.
En mayo de 2023, la Municipalidad de Lima inauguró nuevos semáforos y cruceros peatonales en el óvalo Gamarra o Pilas, en la zona de conflicto, mencionó que dicha intervención se produjo con apoyo de los vecinos residentes de Mesa Redonda de San Martín de Porres y Sol de Oro de Los Olivos. En junio de 2023, vecinos de Mesa Redonda, Naranjal e Infantas desarrollaron la "Marcha por la Identidad Sanmartiniana" en el Parque Central de El Naranjal con presencia del alcalde, Hernán Sifuentes. En julio de 2023, con motivo del aniversario de Fiestas Patrias, ambas municipalidades realizaron desfiles escolares en la zona, la Municipalidad de Independencia desarrolló en la avenida Tomás Valle, y la Municipalidad de San Martín de Porres, en la urbanización Naranjal. En agosto de 2023, residentes denunciaron doble pago de tributos municipal y embargo de sus cuentas debido al conflicto de límites.
En la zona se encuentra la Agencia Municipal Naranjal o de la Zona Industrial y Comercial en la urbanización El Naranjal, que es administrada por la Municipalidad de San Martín de Porres y la Asociación de Vivienda de la Residencial Naranjal. Por otra parte, las instituciones educativas públicas, como la IE 2070 Nuestra Señora del Carmen, la IE 2032 Manuel Scorza Torres, la IEI 009 Naranjal y la IEI Mesa Redonda, además de los centros de salud públicos, como el C.S. Mesa Redonda y el C.S. Virgen del Pilar de Naranjal, están registrados en la jurisdicción de San Martín de Porres en la UGEL y el MINSA, respectivamente.

### Conflicto con Comas

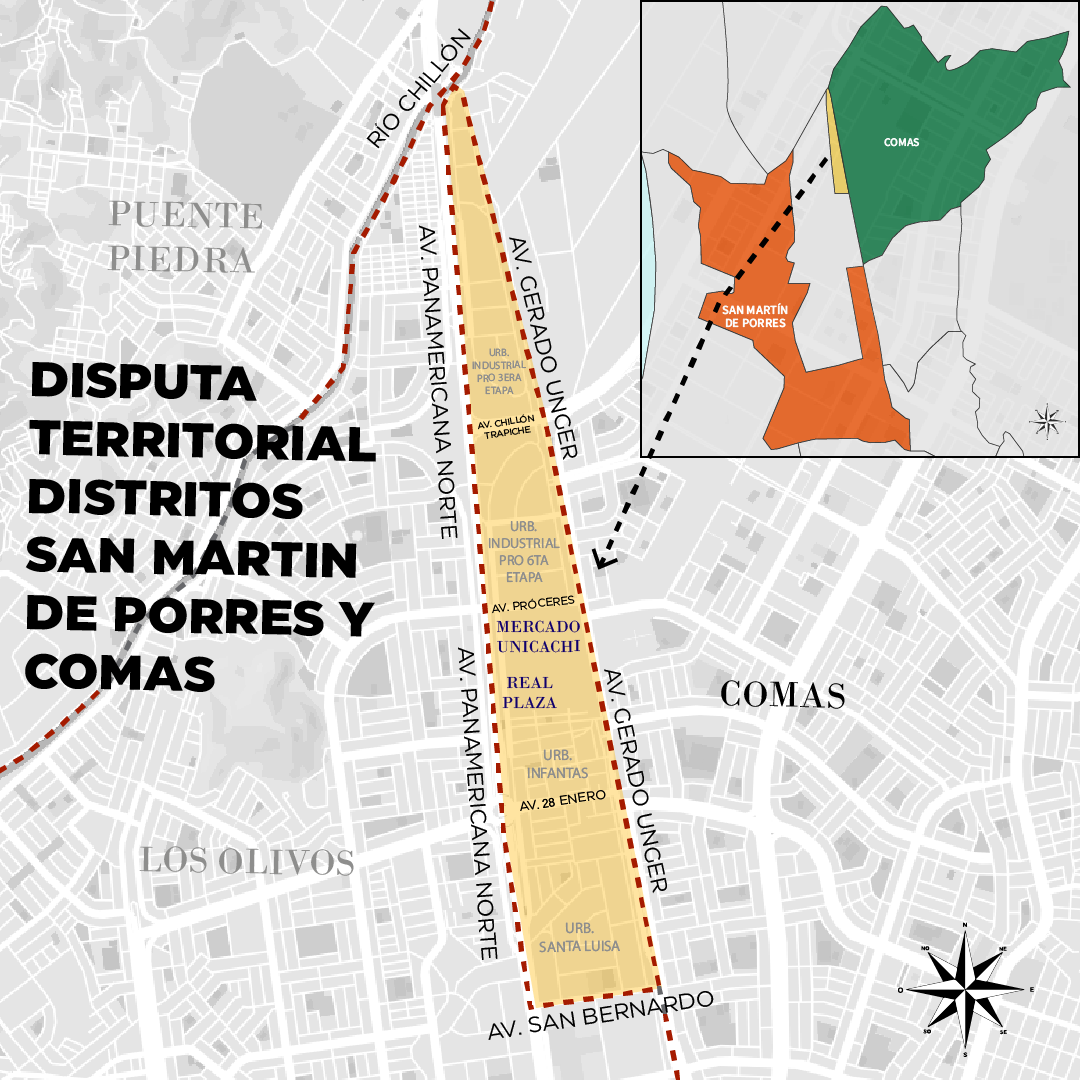
Zona en conflicto territorial entre los distritos de San Martin de Porres y Comas.

La zona en conflicto territorial con el distrito de Comas tiene forma triangular y una extensión de 1.28 kilómetros cuadrados. Está delimitada por las avenidas San Bernardo, Panamericana Norte y Gerardo Unger, hasta la ribera próxima del río Chillón, y contiene a las urbanizaciones Santa Luisa, Santa Rosa de Infantas, Pro Industrial IV y IX Sector III Etapa; el asentamiento humano Municipal N.º 02; y las asociaciones de vivienda José de San Martín, José Carlos Mariátegui y San Miguel. El conflicto alcanza también el sistema de tributación municipal, ya que los comercios medianos y pequeños tributan en ambas municipalidades; sin embargo, las urbanizaciones y el Real Plaza Pro tributan al distrito de San Martín de Porres.
En 2011, en la zona de la Primera de Pro, la Municipalidad de Lima recuperó una vía del uso de comercio ambulatorio. Posteriormente, los municipios de Comas y San Martín de Porres se disputaron el destino del futuro proyecto al colocar nuevas áreas verdes. En 2015, el alcalde de Comas, Miguel Saldaña, señaló la posición de su distrito de aclarar el conflicto limítrofe con el distrito de San Martín de Porres en un plazo cercano. En el mismo año, el alcalde de San Martín de Porres, Adolfo Mattos, crea una Comisión Técnica Mixta de Defensa de Límites Territoriales a través de su Concejo Municipal, donde menciona que los distritos de Comas, Los Olivos y principalmente Independencia interfieren en la jurisdicción territorial.

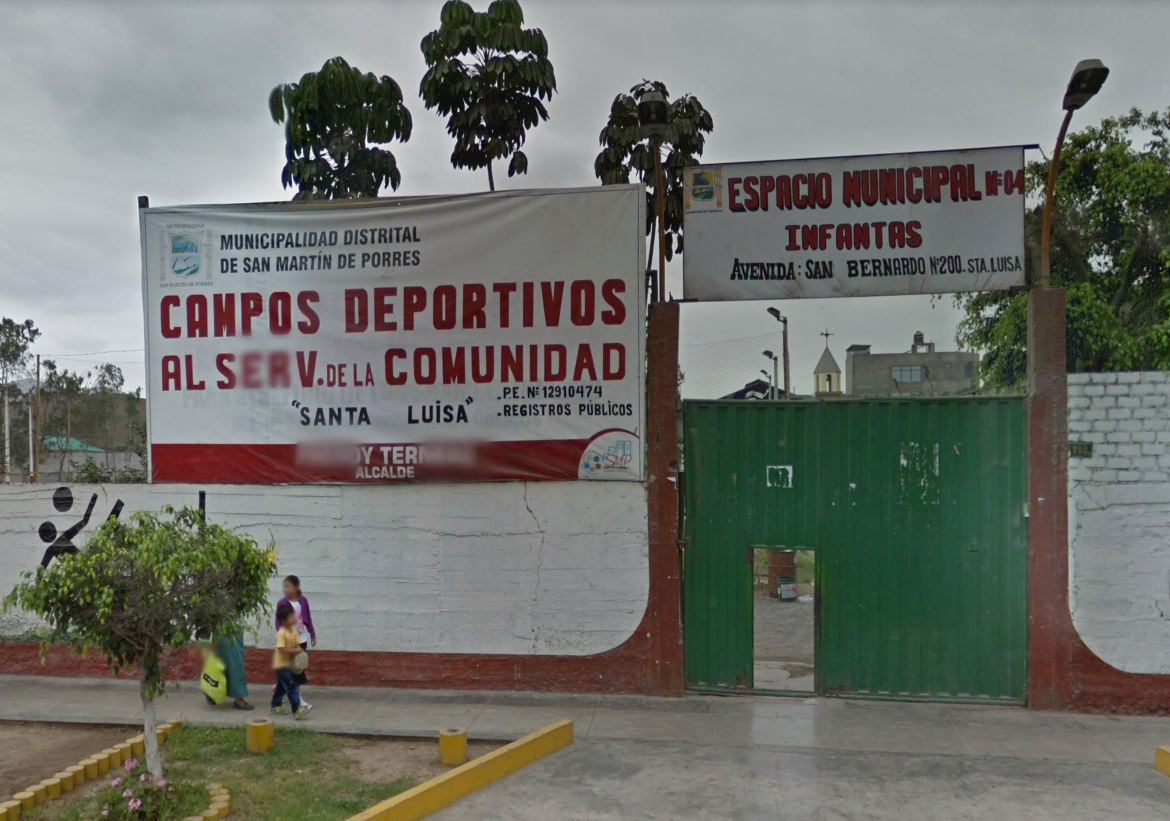
Agencia Municipal Infantas, en la urbanización Santa Luisa, del distrito de San Martín de Porres.

En 2017, la Municipalidad de San Martín de Porres y la Policía Nacional desalojaron a comerciantes ambulatorios en la cuadra 17 de la avenida Alfredo Mendiola, cerca al Real Plaza Pro. En el mismo año, inició la construcción del proyecto inmobiliario Feliciti en la autopista Chillón Trapiche, en el cual figura su permiso de construcción en San Martín de Porres. En abril de 2018, se produjo un incendió en un depósito de llantas en un terreno de propiedad de la Municipalidad de San Martín de Porres, en intersección de la avenida A con Bolognesi en la zona de Trapiche. Según la Municipalidad de San Martín de Porres, el depósito habría sido invadido en 2003, por una empresa de llantas con licencia en la Municipalidad de Comas y el incendio provocado. Posteriormente, a través de sus redes sociales, Comas declaró apoyo al almacén afectado señalando que está en San Martín de Porres.
En 2020, se registró un enfrentamiento entre los agentes de serenazgo de los distritos de San Martín de Porres y Comas por la intervención al Mercado Unicachi de Pro, debido al incumplimiento de medidas de bioseguridad en Pandemia del COVID-19, posteriormente, se presentaron como mediadores representantes del Ministerio Público. En julio de 2021, la Plaza Miguel Grau de Infantas recibió el busto del almirante en un proyecto en conjunto de la Marina de Guerra y la Municipalidad de San Martín de Porres. En octubre del mismo año, la Municipalidad de San Martín de Porres y el Real Plaza Pro, ubicado en la zona de conflicto, formalizaron un acuerdo de donación de la empresa privada al distrito.
En 2022, se inició la construcción del depósito vehicular de la Municipalidad de San Martín de Porres, en la zona de Trapiche. En 2023, se celebró los 64 años de fundación del Pueblo de Infantas con la presencia de los dirigentes vecinales y el alcalde sanmartiniano, Hernán Sifuentes. En noviembre de 2023, la Municipalidad de San Martín de Porres retiró a comerciantes en los alrededores del Mercado Unicachi, por invasión de la vía pública.
En la zona se encuentra la Casa Hacienda Infantas y la Agencia Municipal Infantas en la urbanización Santa Luisa, ambas administradas por la Municipalidad de San Martín de Porres. Por otra parte, las instituciones educativas públicas, como la IE 2079 Antonio Raimondi y la IE 3024 José Antonio Encinas, además del centro de salud público C.S. Infantas, están registrados en la jurisdicción de San Martín de Porres en la UGEL y el MINSA respectivamente.
| Noroeste: Distrito del Callao - Callao / Distrito de Ventanilla - Callao | Norte: Distrito de Ventanilla - Callao / Distrito de Puente Piedra | Nordeste: Distrito de Los Olivos (límite jurídico) / Distrito de Comas (zona disputada)     |
| Oeste: Distrito del Callao - Callao (zona disputada)                     |                                                                    | Este: Distrito de Los Olivos (límite jurídico) / Distrito de Independencia (zona disputada) |
| Suroeste: Distrito de Carmen de La Legua-Reynoso - Callao                | Sur: Distrito de Lima                                              | Sureste: Distrito de Independencia / Distrito del Rímac                                     |

## Hitos y estructura urbana

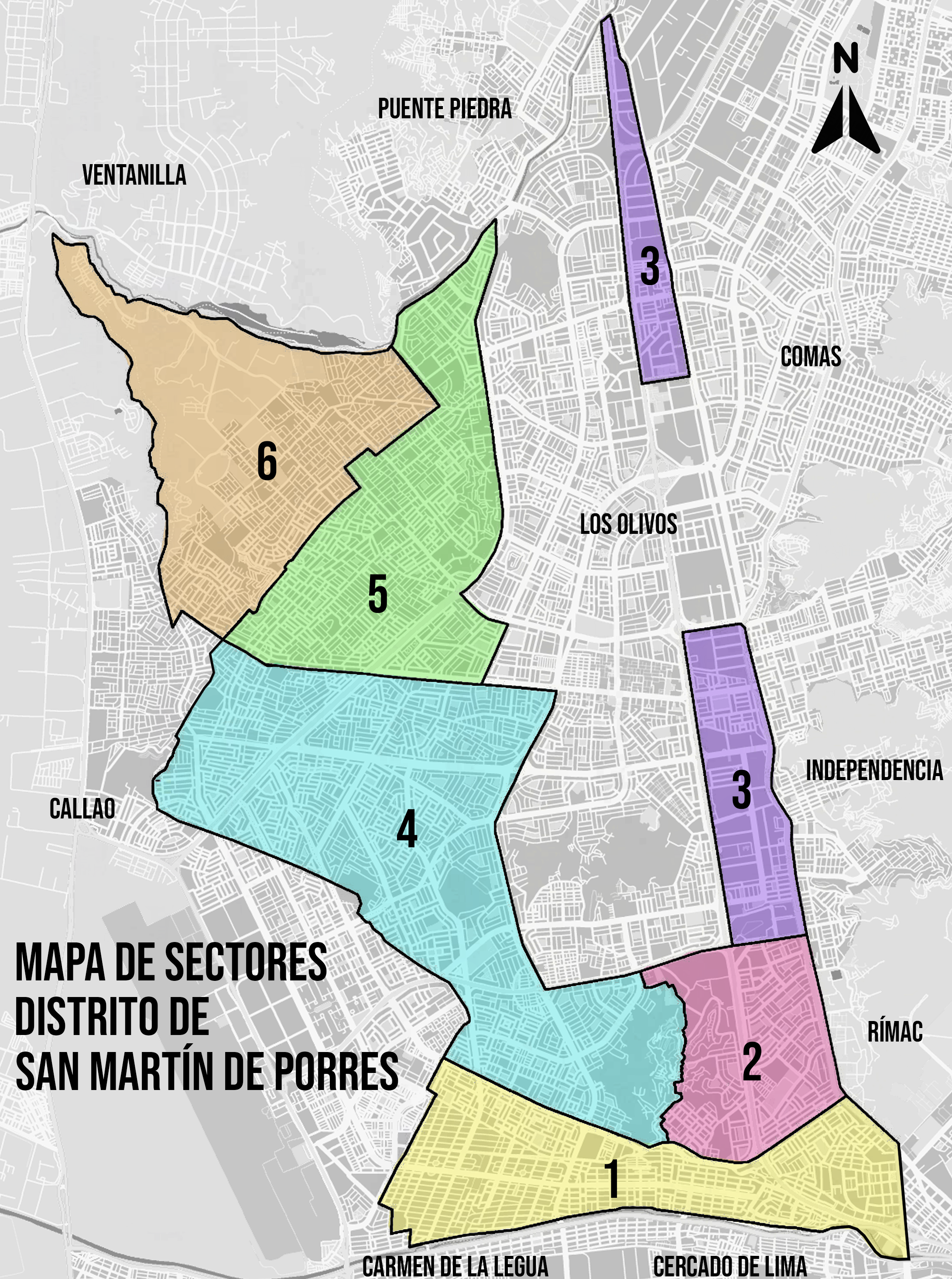
Los seis sectores de San Martín de Porres.

En el distrito de San Martín de Porres se pueden identificar seis sectores definidos:
- Sector I: área consolidada de alta densidad poblacional y uso residencial, se presentan procesos de densificación (Urb. Perú, Urb. Zarumilla, Urb. Caquetá, Barrio Obrero). Alta presencia de actividades económicas de servicios, así como de ejes (las avenidas Perú, Eduardo de Habich, José Granda y Túpac Amaru) y conglomerados comerciales (Caquetá). Fue el sector pionero del distrito y en ella se encuentra la capital Barrio Obrero del Puente del Ejército. Este sector presenta imprecisión en límites con el Callao.[22]
- Sector II: área consolidada con densidades poblacionales variables, presenta una alta densidad en áreas cercanas al cerro La Milla y a ejes económicos comerciales (Plaza Center SMP), como: la carretera Panamericana Norte, y las avenidas Tomás Valle, Túpac Amaru, Eduardo de Habich y Honorio Delgado (en estas áreas se están experimentando procesos de densificación con construcciones verticales); y densidades medias y bajas en áreas residenciales como las urbanizaciones Fiori, Los Jardines, Ingeniería, Palao y Valdiviezo. Se encuentra el centro arqueológico de Palao.
- Sector III: este sector presenta disputas territoriales con otros distritos,[29] y posee dos partes. La primera es un área consolidada, industrial y residencial, con presencia de actividades económicas, y posee una disputa territorial con el distrito de Independencia. Presenta urbanizaciones industriales (Mulería, Panamericana Industrial e Industrial Carretera Panamericana Norte) y residenciales (Naranjal y Mesa Redonda). Además, posee centros comerciales (MegaPlaza, Plaza Norte, Royal Plaza) y académicos (SENATI, ICPNA, USIL, ZEGEL, CIBERTEC, Wiener). La segunda de área consolidada, residencial, comercial e industrial, y posee una disputa territorial con el distrito de Comas. Contiene ejes comerciales en las vías principales como: la carretera Panamericana Norte y la avenida Túpac Amaru. Presenta urbanizaciones industriales (Pro 6 etapa, Pro 3 etapa), residenciales (Pro, Sta. Luisa, Sta. Rosa de Infantas). Además, posee centros comerciales (Real Plaza Pro, Unicachi Pro) e históricos (Casa Hacienda Infantas).[130]
- Sector IV: área en proceso de consolidación y de uso residencial, de media y baja densidad poblacional. Presenta una trama urbana no ortogonal. Los sectores (San Pedro de Garagay, San Germán, El Rosario, Condevilla Señor y Valdiviezo, César Vallejo, Los Libertadores) cuentan con servicios básicos, infraestructura y equipamiento. Es la segunda zona con mayor cantidad de centros arqueológicos (cerro La Milla, Condevilla I, Condevilla II, Lechuza, Santa Rosa) y donde se ubica el más importante y estudiado (Garagay). Este sector presenta imprecisión en límites con el Callao.[24]
- Sector V: áreas en procesos de consolidación. Presenta asentamientos poblacionales de baja densidad. Es el área de expansión urbana del distrito, se caracteriza por un proceso de urbanización y nuevas ocupaciones, con desarrollo inicial de saneamiento físico legal, por cambios de usos y de suelos en las áreas agrícolas. Se encuentran los centros arqueológicos Fundo Naranjal, Manzanillo I, Los Jazmines, Manzanillo II. Este sector presenta imprecisión en límites con el Callao.[22]
- Sector VI: Área en procesos de consolidación de antiguo uso agrícola (Ex Fundo Chuquitanta, Urb. Vipol, Oquendo, Cerro Candela, Urb. Olimpo, Urb. La Planicie). Se caracteriza por la presencia de inmuebles de ocupación, lotizaciones y cambios de usos. El área está limitada por el oeste, con los cerros: Candela, Oquendo, Paraíso, Cruz del Norte, Pan de Azúcar, Las Animas, Montero. Por el norte, con el río Chillón, y por el este y sur, por las áreas en proceso de expansión. Es el sector de mayor cantidad y conservación de centros arqueológicos como El Paraíso, Templo Chuquitanta, Pan de Azúcar, Marquéz, Villa Isolina, Murallas de Chuquitanta, entre otras.[132] Este sector presenta imprecisión en límites con el Callao.[22]

### Avenidas principales
En el distrito algunas avenidas y urbanizaciones son consideradas hitos urbanos por su historia y ubicación.
- Avenida Perú
- Avenida Caquetá
- Avenida Zarumilla
- Avenida Eduardo de Habich
- Avenida Túpac Amaru
- Avenida Canta Callao
- Avenida Naranjal
- Avenida Los Alisos
- Avenida El Pacífico (Zona disputada)
- Avenida Carlos Izaguirre
- Avenida Naranjal
- Avenida Angélica Gamarra
- Avenida Tomás Valle
- Avenida Universitaria
- Avenida Fray Bartolomé de Las Casas
- Avenida Honorio Delgado
- Avenida 12 de Octubre
- Avenida Pacasmayo
- Avenida Los Dominicos
- Avenida Francisco Bolognesi  (Zona disputada)
- Avenida Industrial (Zona disputada)
- Avenida José Granda
- Avenida Germán Aguirre
- Avenida Tantamayo
- Avenida Sol del Naranjal
- Avenida San Bernardo (Zona disputada)
- Avenida Chillón Trapiche (Zona disputada)
- Avenida 25 de Enero (Zona disputada)
- Avenida Gerardo Unger
- Avenida Alfredo Mendiola
- Avenida Los Próceres de Huandoy (Zona disputada)
- Avenida Metropolitana (Zona disputada)
- Avenida Lima
- Avenida Alejandro Bertello
- Avenida Quilca
- Avenida El Olivar
- Avenida Alcides Vigo Hurtado
- Avenida Santa Rosa
- Avenida Víctor Raúl Haya de La Torre
- Avenida Bocanegra

## Instituciones y centros comerciales
San Martín de Porres es uno de los principales ejes comerciales e institucionales de Lima Norte, por incluir establecimientos que se detallan a continuación, se incluyen también instituciones en zonas de conflicto de acuerdo al mapa oficial del distrito.
En las zonas sin conflicto
- Centro Comercial Plaza Center San Martín de Porres (en las avenidas Alfredo Mendiola y Tomás Valle), el centro comercial más reciente del distrito.[134][135][136]
- Centro Comercial Fiori (en la avenida Alfredo Mendiola)
- Hospital Nacional Cayetano Heredia (en la avenida Honorio Delgado)
- Instituto Nacional de Salud Mental Honorio Delgado - Hideyo Noguchi (en la avenida Eloy Espinoza)
- Centro Bancario Fiori (en las avenidas Alfredo Mendiola y Tomás Valle)
- Policlínico Fiori EsSalud, cerca del Centro Comercial Fiori.
- Mercado Mayorista de Fiori (en la avenida Marco Polo)
- Asociación Cultural Peruano Británica - BRITANICO (en la avenida Alfredo Mendiola), instituto de idiomas entre las urbanizaciones Fiori y Los Jardines.
- Universidad Peruana Cayetano Heredia - UPCH (en la avenida Honorio Delgado)
- Institución Educativa Emblemática José Granda (en las avenidas Universitaria y José Granda)
- Clínica Privada Cayetano Heredia (en la avenida Honorio Delgado), cerca la Universidad Cayetano Heredia.
- Templo de Lima Norte - SUD (en la avenida Eloy Espinoza)
- Registro Nacional de Identidad y Estado Civil - RENIEC (en la avenida Eduardo de Habich).
- Supermercado Metro (entre las avenidas Angélica Gamarra y Tomás Valle)
- Instituto de Investigación y Desarrollo de Administración y Tecnología - IDAT (en la avenida Tomás Valle)
- Servicio Nacional de Adiestramiento en Trabajo Industrial - SENATI (en la avenida Valderrama), sede en la urbanización Ingeniería.

En las zonas en conflicto
- Centro Comercial Plaza Norte (en las avenidas Alfredo Mendiola y Tomás Valle), el centro comercial más grande de Lima, y uno de los más grandes del Perú y Sudamérica.
- Centro Comercial Mega Plaza Lima Norte (en la avenida Alfredo Mendiola), el centro comercial en la urbanización Industrial Norte.[nota 2]
- Centro Comercial Royal Plaza (en la avenida Carlos Izaguirre), el primer centro comercial de Lima Norte.

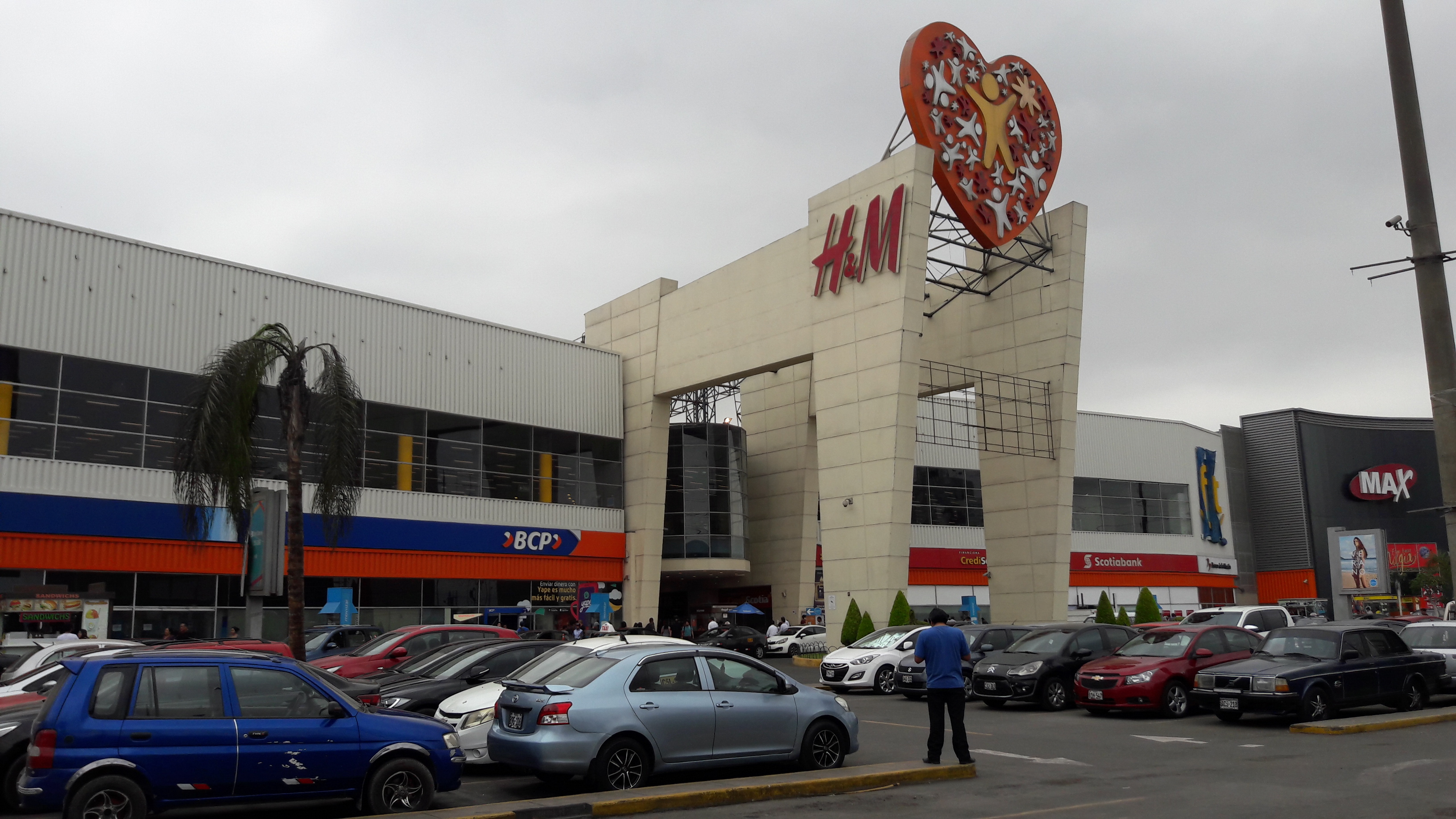
El centro comercial Mega Plaza Lima Norte, ubicado en la urbanización Industrial del distrito San Martín de Porres (zona en disputa con el distrito de Independencia).

- Centro Comercial Real Plaza Pro (en la avenida Alfredo Mendiola), el centro comercial en la urbanización Industrial Pro.
- Mercado Unicachi de Pro (en las avenidas Alfredo Mendiola y Los Próceres de Huandoy)[nota 3]
- Mercado Central Fevacel (en las avenidas Gerardo Unger (Túpac Amaru) y Tomás Valle)
- Gran Terminal Terrestre Plaza Norte (en la avenida Gerardo Unger)
- Instituto Cultural Peruano Norteamericano - ICPNA (en la avenida El Pacífico), instituto de idiomas en la urbanización Industrial.
- Servicio Nacional de Adiestramiento en Trabajo Industrial - SENATI (en la avenida Alfredo Mendiola), sede en la urbanización Industrial.
- Universidad San Ignacio de Loyola - USIL (en la avenida El Pacífico)
- Importaciones Hiraoka (en la avenida Carlos Izaguirre)
- Zegel IPAE (en la avenida El Pacífico)
- Mercado 3 de Enero (en las avenidas Perú y Quilca)[nota 4]
- Poder Judicial de Lima Norte (en la avenida Carlos Izaguirre)
- Clínica Privada Jesús del Norte (en la avenida Carlos Izaguirre)
- Registro Nacional de Identidad y Estado Civil - RENIEC (en la avenida Los Andes), cerca al Royal Plaza.
- Hipermercado Plaza Vea (en las avenidas Alfredo Mendiola y Carlos Izaguirre)
- Hipermercado Metro (en la avenida Alfredo Mendiola)
- Centro Comercial y Financiero Multicenter (en la avenida Carlos Izaguirre), cerca al Royal Plaza.
- Instituto CIBERTEC (en la avenida Carlos Izaguirre)
- Instituto Toulose Lautrec (en la avenida El Pacífico)
- Instituto San Pablo (en la avenida Carlos Izaguirre), cerca a la Clínica Jesús del Norte.

## Educación
En San Martín de Porres existen muchos centros educativos de primaria, secundaria, técnico y superior; así como estatales y privados. Entre los más conocidos se puede mencionar los siguientes:
Colegios Públicos
- Institución Educativa Emblemática José Granda
- IE N.° 51 Clorinda Matto De Turner
- IE 3054 Virgen de las Mercedes
- IE 3045 José Carlos Mariátegui La Chira
- IE 2032 Manuel Scorza Torres
- IE 2070 Nuestra Señora del Carmen[138][139]
- IE 2034 Virgen de Fátima de Fiori
- IE 3081 Almirante Miguel Grau Seminario
- IE PNP José Héctor Rodríguez Trigoso
- IE 2079 Antonio Raimondi
- IE 2002 Virgen María del Rosario
- IE 3037 Gran Amauta
- IE Isabel Chimpu Ocllo
- IE 3041 Andrés Bello
- IE. Los Jazmines De Naranjal
- IE Los Libertadores
- IE Vipol
- IE Peruano Alemán
- Fe y Alegría Nª 1
- Fe y Alegría Nª 2
- IE 3043 Ramón Castilla
- IE Augusto B. Leguía
- IE 3036 José Andrés Razuri
- IE 3024 José Antonio Encinas
- IE 2027 José María Arguedas
- IE 3033 Andrés Avelino Cáceres
- IE 2023 Augusto Salazar Bondy
- IEI 009 Naranjal
- IEI Mesa Redonda
- IEI Antares

Colegios Privados
•.  I.E.P Alfredo Rebaza Acosta
- I.E.P Saco Oliveros
- I.E.P Cruz Saco
- I.E.P Trilce Tomás Valle
- I.E.P Santísima Virgen de la Puerta
- I.E.P Santo Domingo
- I.E.P Trento Pro
- I.E.P Reino de los Cielos
- I.E.P César Vallejo Mendoza
- I.E.P Juan XXIII
- Liceo San Juan
- Colegio Pitágoras de Ingeniería
- Institución Educativa Parroquial San Columbano
- I.E.P Juan Pablo Ayllón Herrera
- I.E.P María Magdalena
- I.E.P Miguel Ángel
- I.E.P Corazón de María
- I.E.P Perú Rey (Av. 12 de Octubre)
- I.E.P Pablo Picasso
- I.E.P. La Inmaculada (Jr. Arequipa Cdra 31)
- Colegio Innova School
- I.E.P Santa Ana
- I.E.P San Pío X de Ingeniería
- I.E.P Los Dominicos de Palao
- I.E.P Milagros de Dios
- I.E.P Abraham Lincoln College

CETPRO
- Jorge Basadre Grohmann[140]

- San Martín de Porres
- Los Libertadores
- Perú

Institutos Superiores
- I.E.S.T.P Luis Negreiros Vega
- Servicio Nacional de Adiestramiento en Trabajo Industrial - SENATI

Centro de Idiomas
- Asociación Cultural Peruano Británica - BRITANICO Lima Norte
- Instituto Cultural Peruano Norteamericano - ICPNA Lima Norte (en zona disputada)

Universidades
- Universidad Peruana Cayetano Heredia - UPCH
- Universidad San Ignacio de Loyola - USIL (en zona disputada)
- Universidad San Andrés - USAN (en zona disputada)

## Transporte
En el distrito existen diversos medios de transporte, como el autobús de tránsito rápido, el proyecto la línea 6 del Metro de Lima y Callao, entre otros.
- Línea 6 (Lima) - Tren - En Proyecto
- Línea 3 (Lima) - Tren - En Proyecto.
- Terminal Terrestre Plaza Norte - Bus interprovincial: Ubicado en la avenida Túpac Amaru (en zona disputada).

- Metropolitano (Lima) - Bus
  - Estación Naranjal: ubicado en el cruce de la avenida Túpac Amaru con las avenidas Naranjal y Chinchaysuyo. (en zona disputada).[34]
  - Estación Izaguirre: ubicado en el cruce de las avenidas Túpac Amaru y Carlos Izaguirre (en zona disputada).
  - Estación Pacífico: ubicado en el cruce de las avenidas Túpac Amaru y El Pacífico (en zona disputada).
  - Estación Independencia: ubicado en el cruce de la avenida Túpac Amaru y jirón Los Pinos (en zona disputada).
  - Estación Los Jazmines: ubicado en el cruce de las avenidas Túpac Amaru y Los Jazmines (en zona disputada).
  - Estación Tomás Valle: ubicado en el cruce de las avenidas Túpac Amaru y Tomás Valle (en zona disputada).
  - Estación El Milagro:  ubicado en el cruce de las avenidas Túpac Amaru y Fray Bartolomé de las Casas.
  - Estación Honorio Delgado: ubicado en el cruce de las avenidas Túpac Amaru y Honorio Delgado.
  - Estación UNI: ubicado en el cruce de las avenidas Túpac Amaru y Eduardo de Habich.
  - Estación Parque del Trabajo: ubicado en el cruce de las avenidas Túpac Amaru y Caquetá.
  - Estación Caquetá: ubicado en el cruce de la avenida Caquetá con la vía de Evitamiento.

- Corredores Complementarios - Bus - Corredor Amarillo
  - Servicio 101
  - Servicio 107

## Ciudadanía
En San Martín de Porres se desarrollan iniciativas ciudadanas en diversos campos, todos ellos en beneficio del distrito. Estos proyectos surgen principalmente de los comités vecinales de las urbanizaciones, conjuntos residenciales y asociaciones de vivienda, frecuentemente son respaldados por las autoridades municipales en eventos o condecoraciones.

### Defensa limítrofe
Los comités vecinales de defensa limítrofe se dedican a resguardar las límites distritales en las zonas de disputa. Estos comités forman alianzas estratégicas con las agencias municipales de serenazgo para patrullar las calles y evitar intromisión de otro distrito en su territorio. Asimismo, realizan campañas de sentido de pertenencia entre los vecinos reforzando a la historia de cada sector, estas se observan tanto en las plataformas digitales como en eventos públicos.
Otra de sus funciones en la práctica es la realización de protestas pacíficas en las diversas instituciones públicas donde se debate el conflicto como el Congreso de la República, el Instituto Metropolitano de Planificación y la Municipalidad Metropolitana de Lima, además de la colocación de carteles y panfletos en los espacios de disputa.

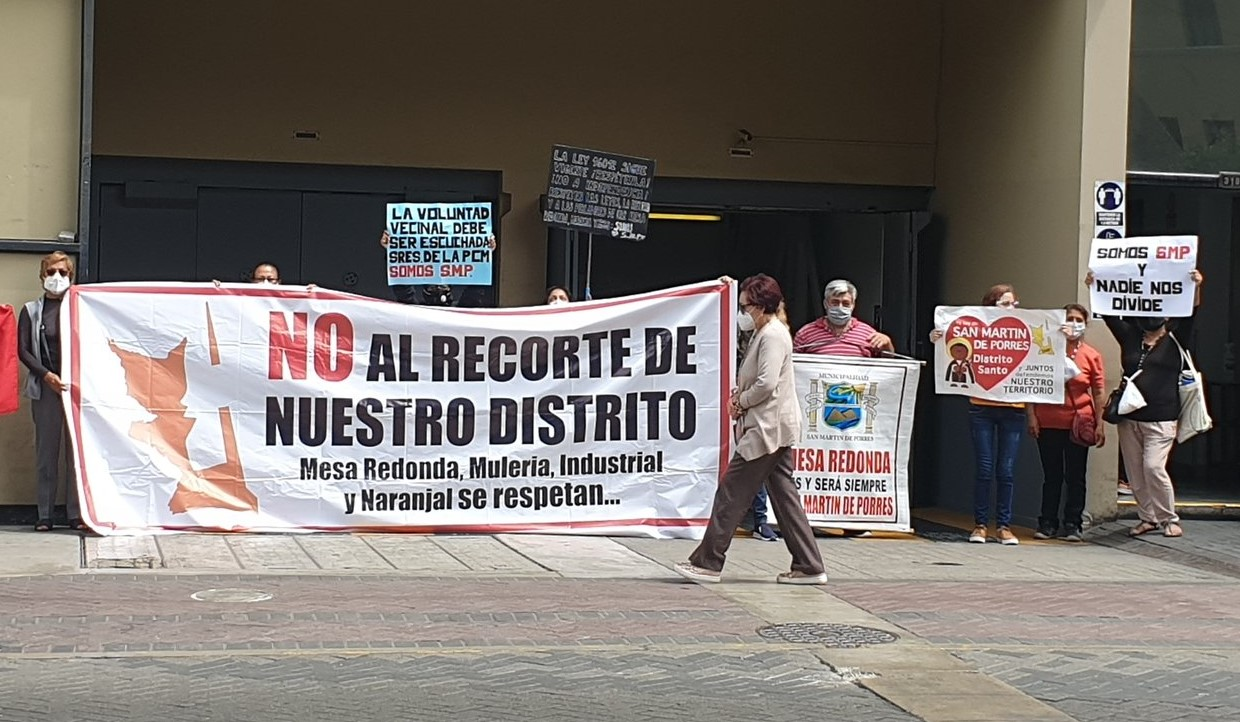
Comités vecinales de Mesa Redonda, Infantas, Pro, Naranjal e Industrial en protesta pacífica por los límites distritales en 2021.

### Seguridad
Los comités vecinales de seguridad se organizan y recaudan fondos autofinanciados para contratar seguridad extra de acuerdo a su zona. Además de colocar barreras o rejas entre calles para impedir el tránsito libre de delincuentes, también su área de intervención es en los parques y jardines de la comuna.

### Medio ambiente
Los comités vecinales de medio ambiente participan en las campañas de reciclaje en papel, cartón, plástico y vidrio. Estos materiales se convierten en elementos partes de infraestructura de recreación. Al ser una política en tendencia es apoyada principalmente por la dirección de la municipalidad.

## Festividades
En el distrito se celebran actividades religiosas principalmente católicas.
- Mayo: Santísima Cruz (Parque Chinchaysuyo Urb. Condevilla), Santísima Cruz de Mayo, Santísima Cruz de Infantas y Santana (Urb. Valdiviezo).
- Julio: Virgen del Carmen.
- Octubre: Señor de los Milagros.
- Octubre: Virgen María del Rosario (Cooperativa de Vivienda Naranjal - exhacienda Naranjal).
- Noviembre: San Martín de Porres.[149]

## Atractivos turísticos

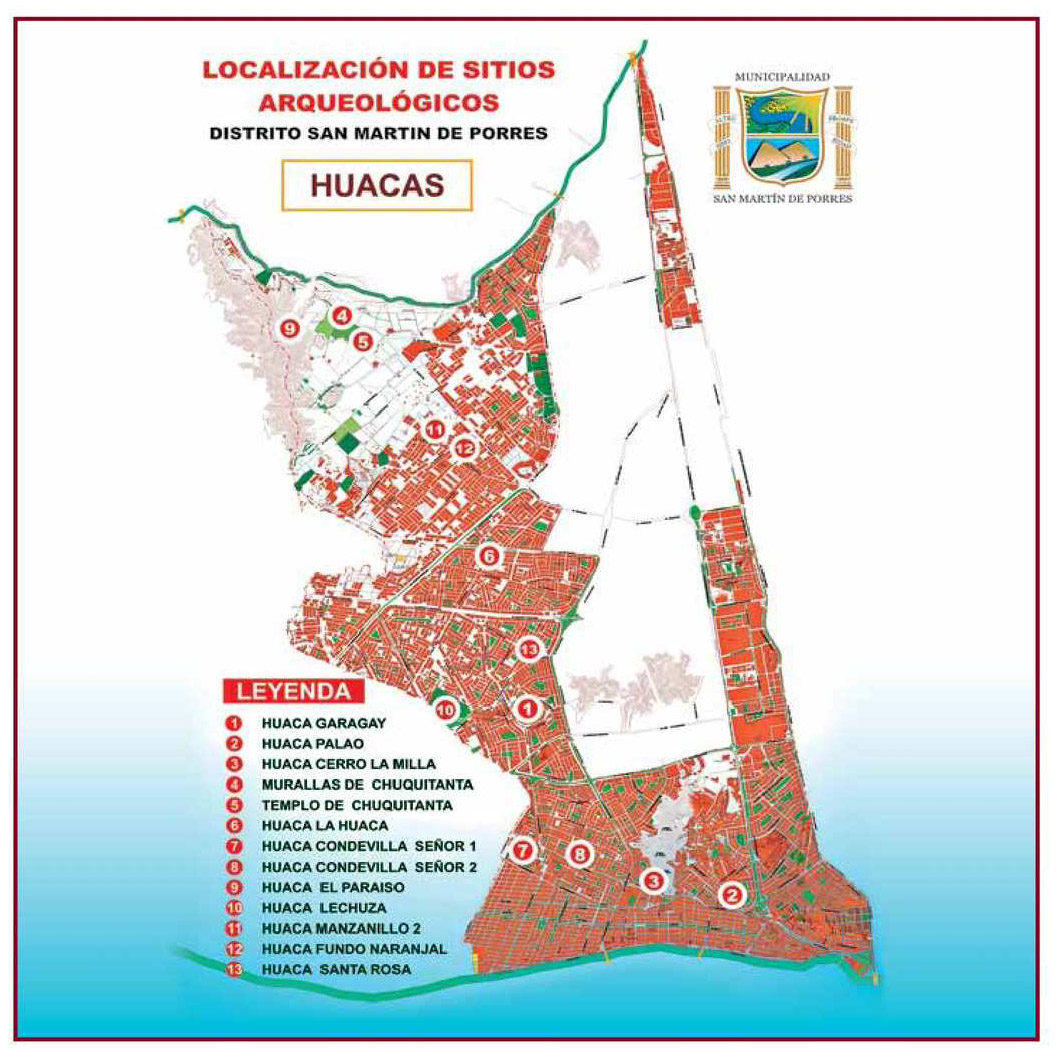
Mapa de sitios arqueológicos en San Martin de Porres.

En el distrito se encuentran múltiples sitios arqueológicos, casas hacienda, centros comerciales, estadios y más con características turísticas.
- Plaza Center SMP
- Plaza Norte (en zona disputada).
- Mega Plaza Lima Norte (en zona disputada).
- Royal Plaza (en zona disputada).
- Real Plaza Pro (en zona disputada).
- Casa Hacienda Infantas (en zona disputada).
- Huaca Palao
- Huaca Santa Rosa
- Huaca Fundo Naranjal
- Huaca Manzanillo 1
- Huaca Manzanillo 2
- Huaca Condevilla Señor 1
- Huaca Condevilla Señor 2
- Huaca Lechuza
- Huaca El Paraíso
- Huaca Cerro La Milla
- Templo de Chuquitanta
- Muralla de Chuquitanta
- Huaca Garagay
- Estadio San Martín de Porres

## Autoridades

### Municipales
Anexo: Alcaldes de San Martín de Porres.
| Cargo    | Autoridad electa                    | Partido político | Partido político       |
| -------- | ----------------------------------- | ---------------- | ---------------------- |
| Alcalde  | Hernán Tomás Sifuentes Barca        |                  | Podemos Perú           |
| Regidor  | Israel Enrique Donayre Viterio      |                  | Podemos Perú           |
| Regidora | Mirtha Nancy Ricapa Sosa            |                  | Podemos Perú           |
| Regidor  | Diego Armando López Jara            |                  | Podemos Perú           |
| Regidora | Ana Cecilia Carrillo Ruiz           |                  | Podemos Perú           |
| Regidor  | Jesús Manuel Purizaga Sánchez       |                  | Podemos Perú           |
| Regidora | Gabriela Peralta Macedo de Castillo |                  | Podemos Perú           |
| Regidor  | Wilfredo Montenegro Arteaga         |                  | Podemos Perú           |
| Regidora | Clotilde Bohorquez Salazar          |                  | Podemos Perú           |
| Regidor  | Joel Hermogenes Gonzales Angulo     |                  | Podemos Perú           |
| Regidora | María Zulema Crisostomo Castañeda   |                  | Renovación Popular     |
| Regidor  | José Luis Castillo Soto             |                  | Renovación Popular     |
| Regidora | Ruth Mery Soto Trejo                |                  | Somos Perú             |
| Regidor  | Williams Isaac Román Zegarra        |                  | Juntos por el Perú     |
| Regidor  | Fredi Yoni Tarazona Milla           |                  | Frente de la Esperanza |

### Organización municipal
- Concejo Municipal[150]
- Alcaldía
- Secretaría General
- Comisión de los regidores
- Órgano de Control Institucional
- Procuraduría Pública Municipal
- Gerencia Municipal
- Gerencia de Asesoría Jurídica
- Gerencia de Planeamiento y Presupuesto
- Gerencia de Administración y Finanzas
- Gerencia de Desarrollo Urbano
- Gerencia de Administración Tributaria
- Gerencia de Inversiones Públicas
- Gerencia de Servicios Públicos
- Gerencia de Desarrollo Humano

### Agencias municipales
- Sede Central: ubicación Av. Alfredo Mendiola N.º 179 o Carretera Ancón 4.5 km, San Martín de Porres.[151]
- Sede de Fiscalización: ubicación Av. Torres Paz 116, San Martín de Porres.
- Base de Serenazgo: ubicación Av. Los Próceres 737, San Martín de Porres.
- Agencia Chuquitanta: ubicación Av. Paramonga Mz. B Lote 02 Vista Hermosa I etapa Ex Fundo Chuquitanta, San Martín de Porres.
- Agencia Nuevo San Martín: ubicación Av. Canta Callao Mz A Lote 11, urbanización Las Begonias 1.ª Etapa, San Martín de Porres.
- Agencia Naranjal: ubicación Calle Las Tunas 308, urbanización Naranjal, San Martín de Porres.[nota 2]
- Agencia Infantas: ubicación Av. San Bernardo 200, urbanización Santa Luisa, San Martín de Porres.[nota 3]
- Agencia Pro Industrial: Ubicación Av. Alfredo Mendiola cruce calle H, urbanización Pro Industrial III etapa, San Martín de Porres.[nota 3]

## Galería

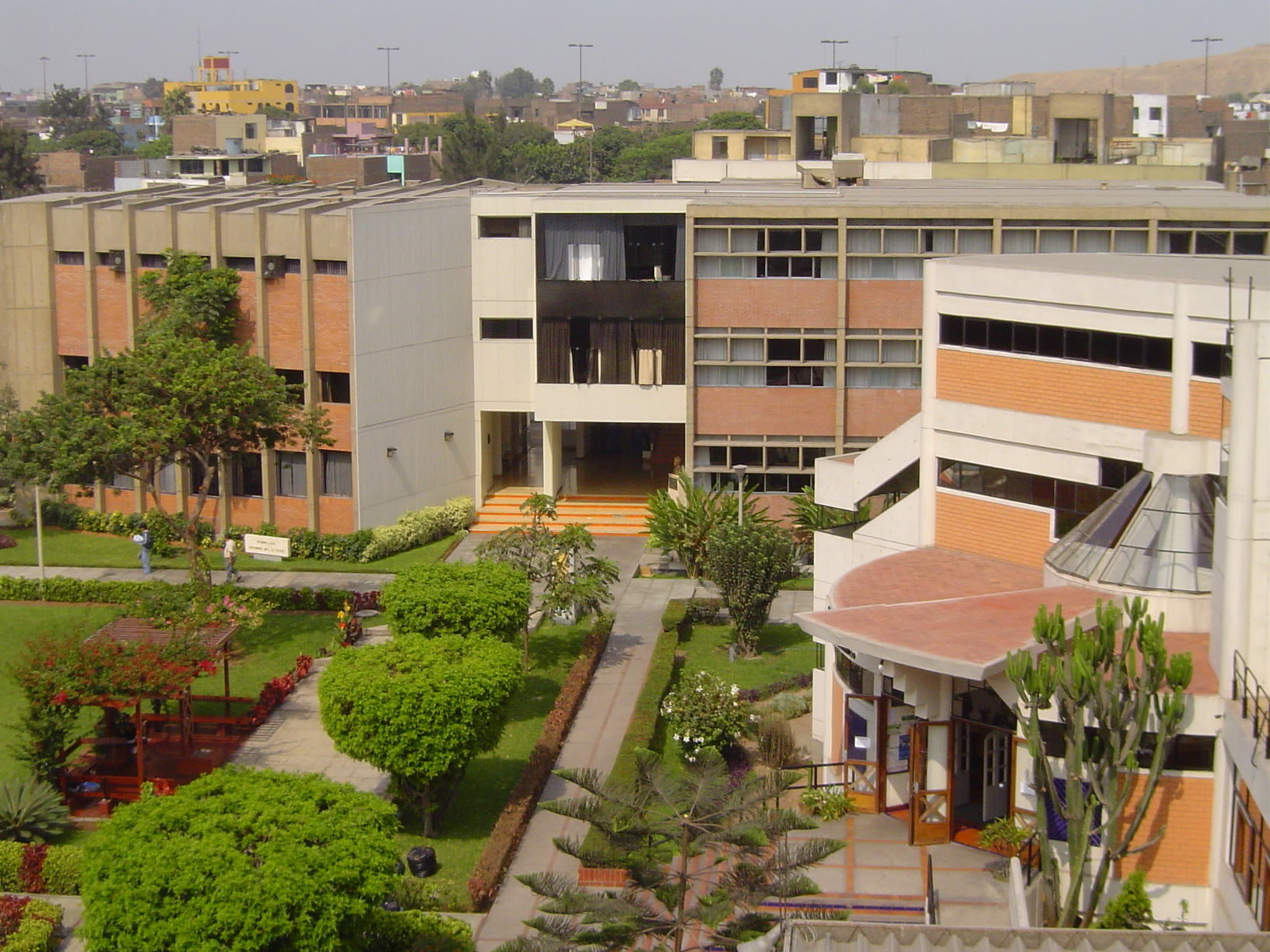
Universidad Peruana Cayetano Heredia
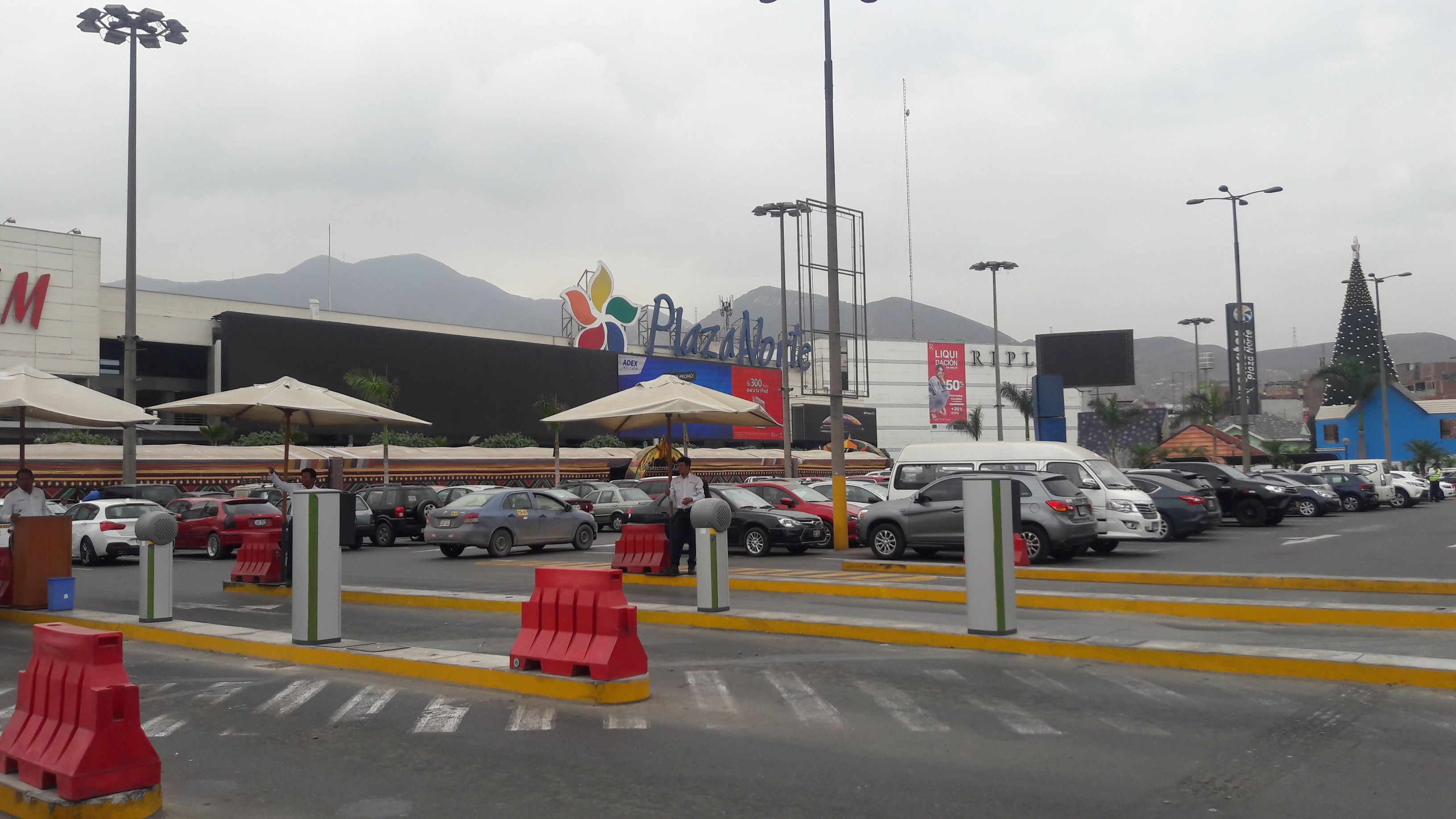
Centro Comercial Plaza Norte[nota 2]
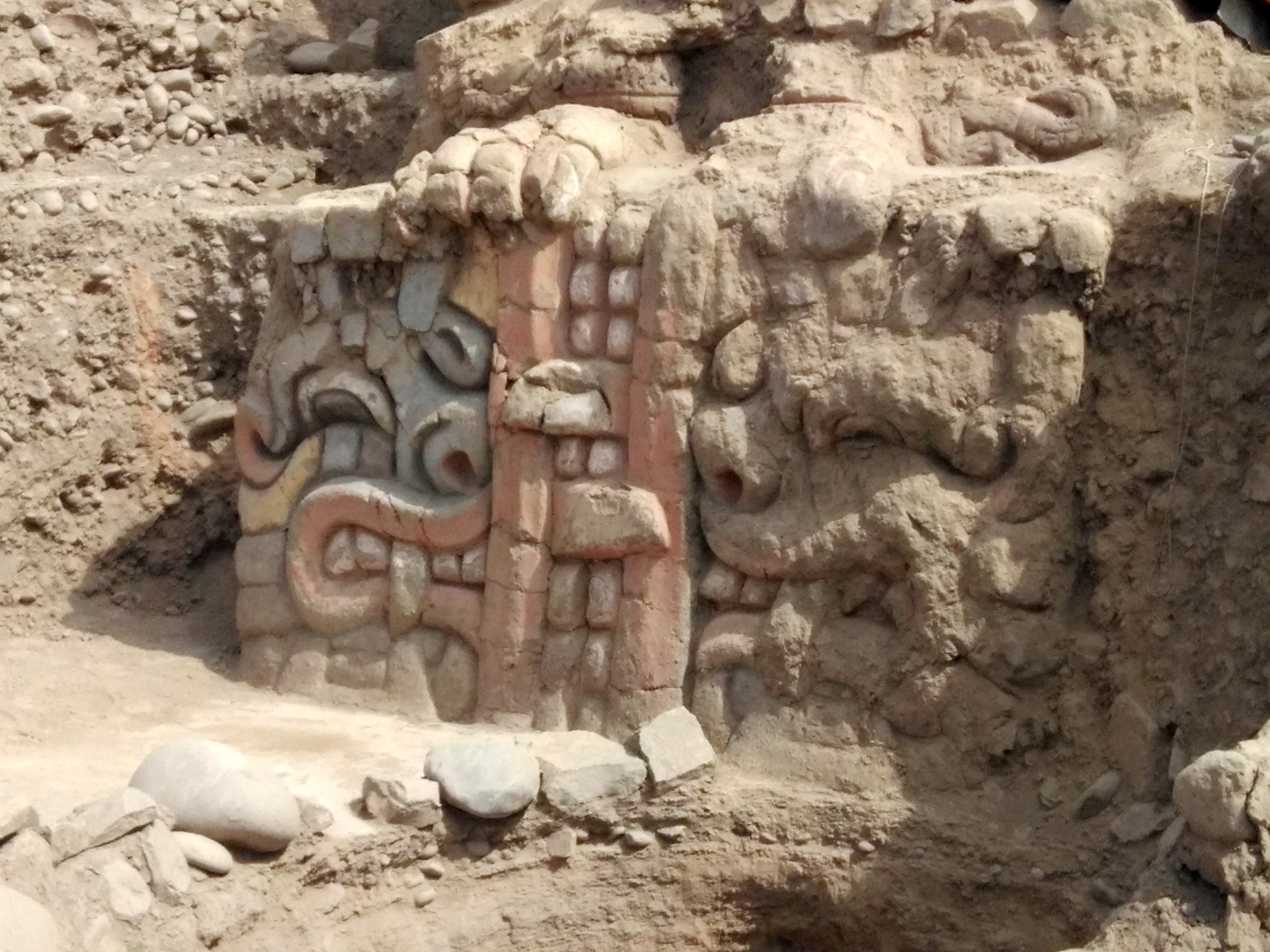
Huaca Garagay
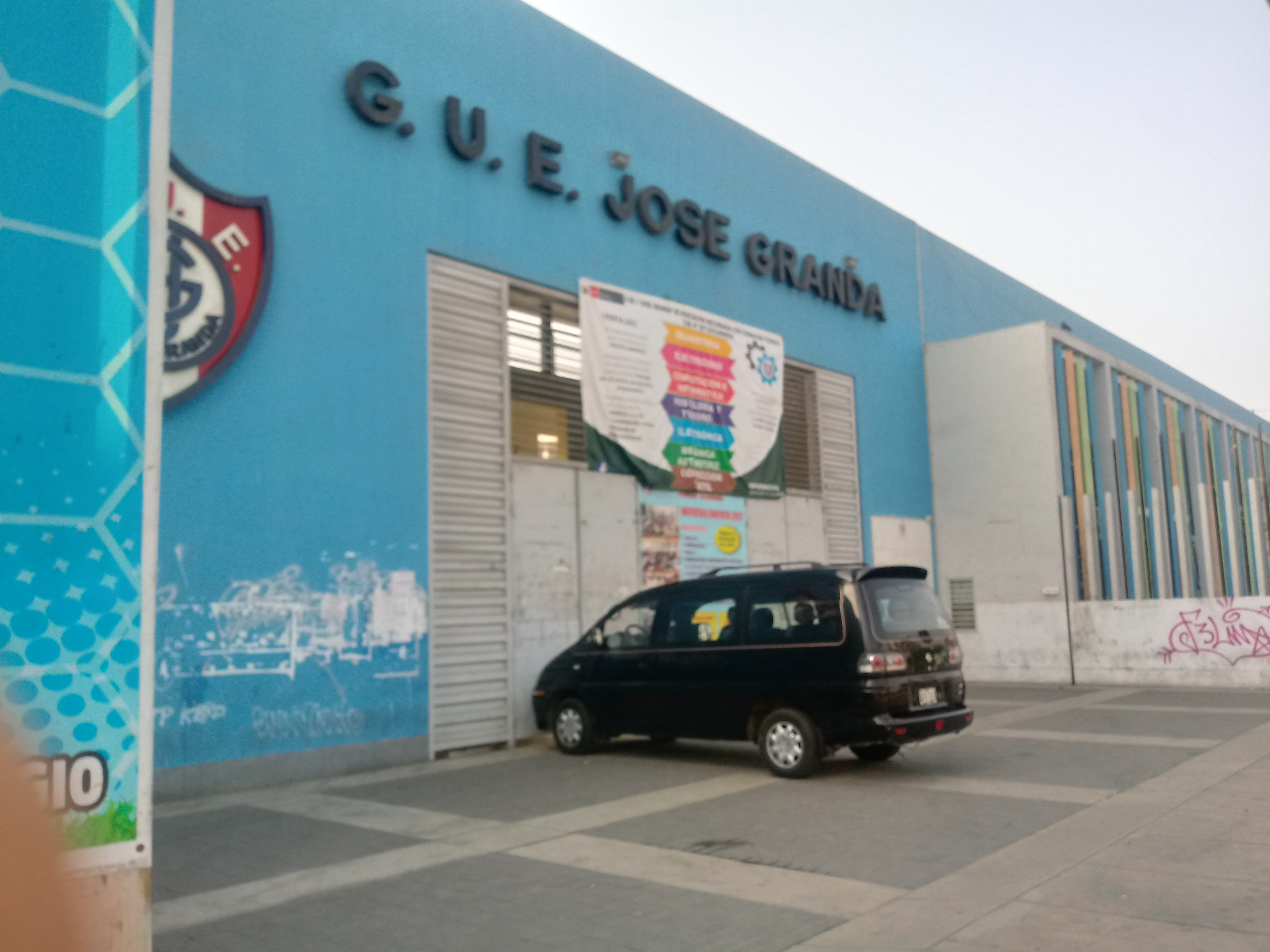
Institución Educativa Emblemática José Granda
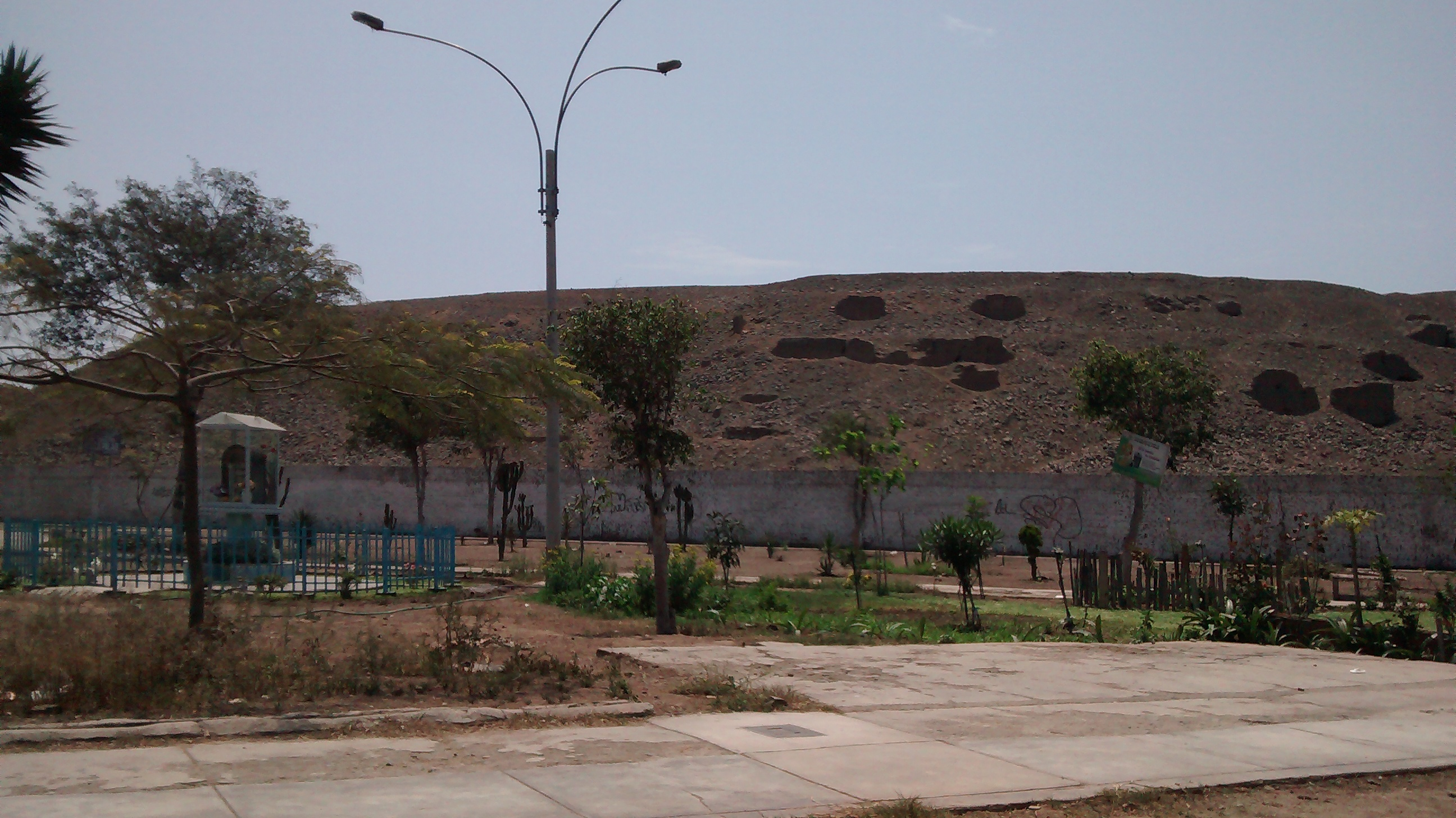
Huaca Palao
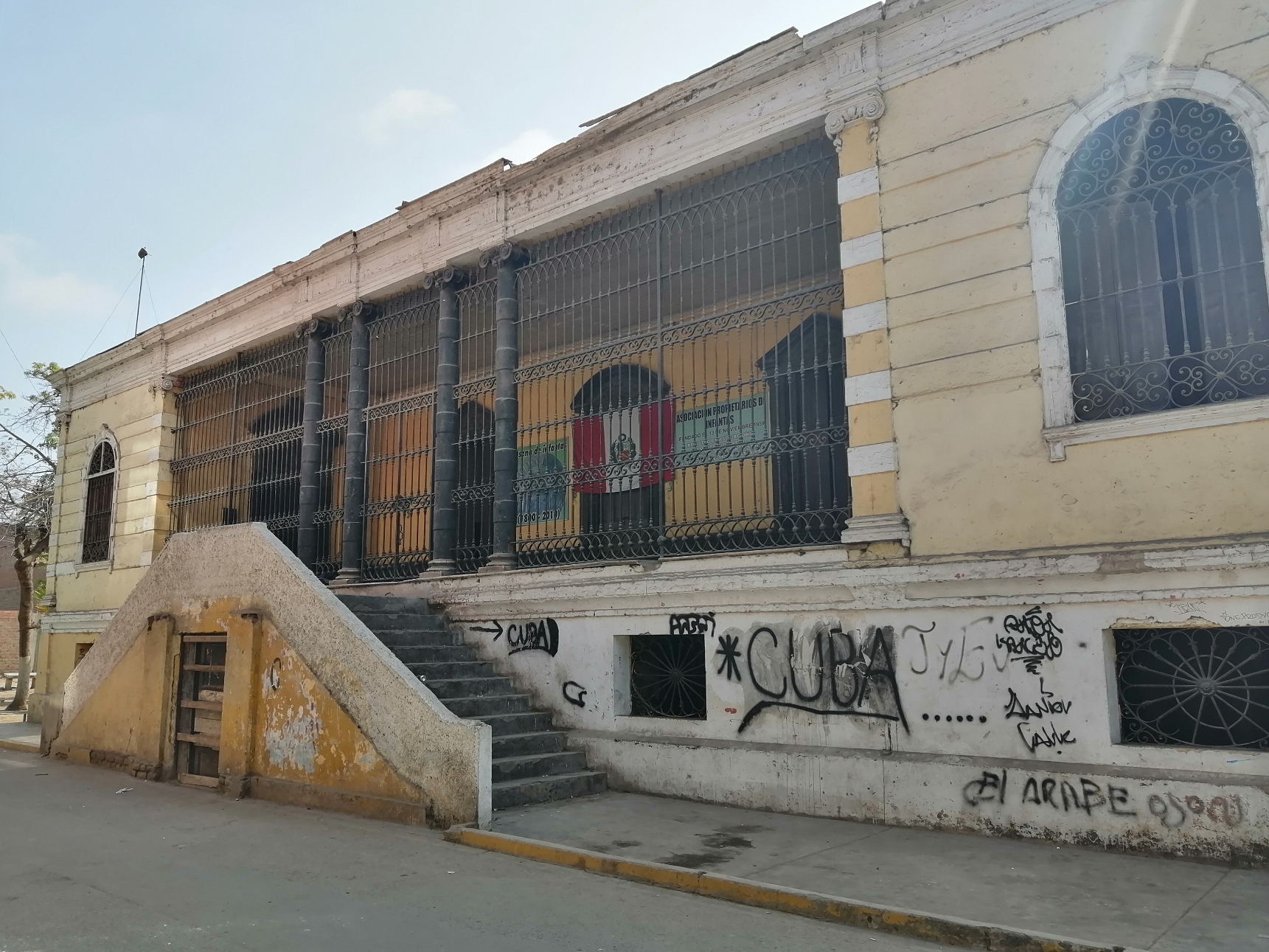
Casa Hacienda Infantas[nota 3]
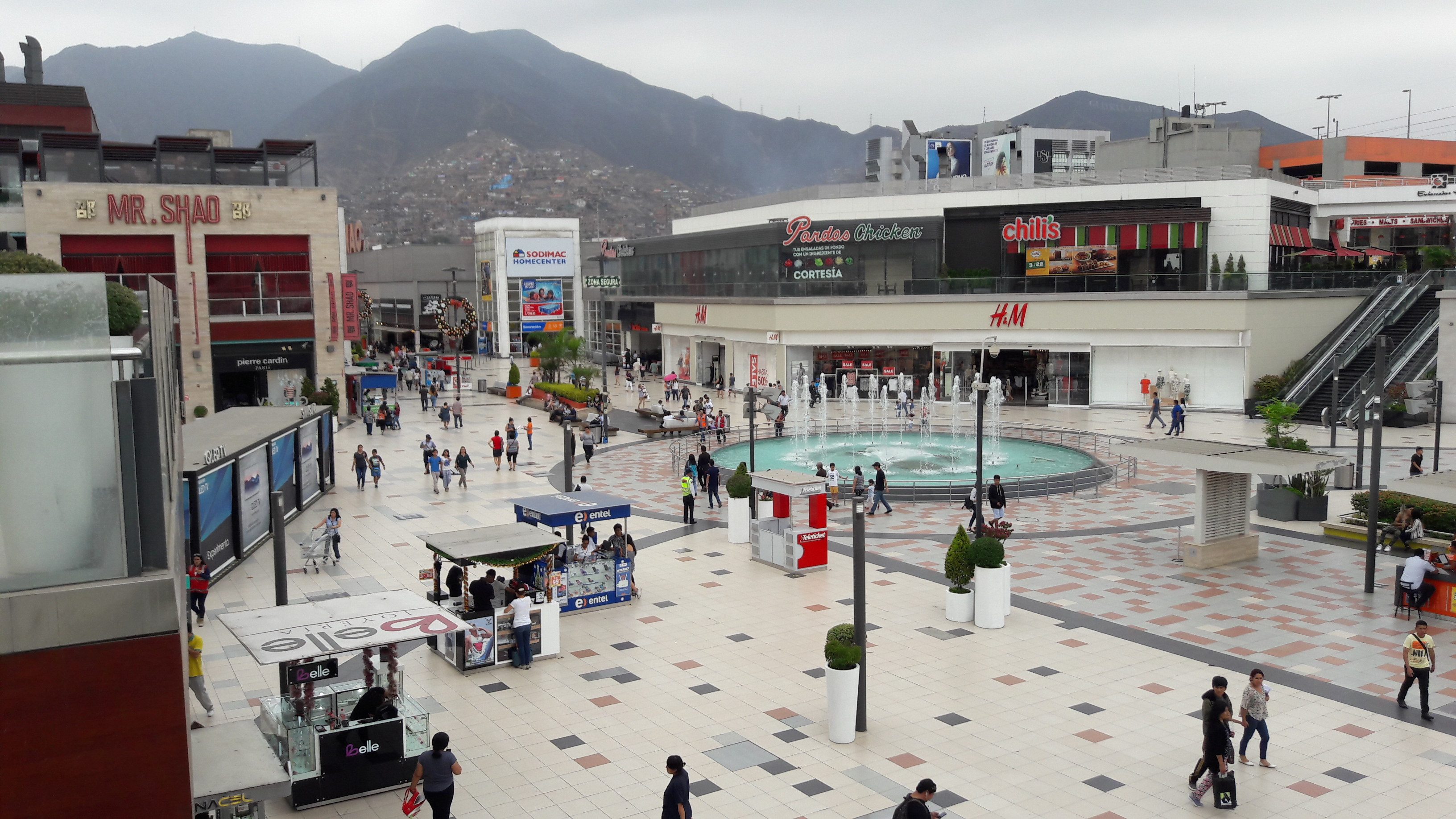
Centro Comercial MegaPlaza Lima Norte[nota 2]
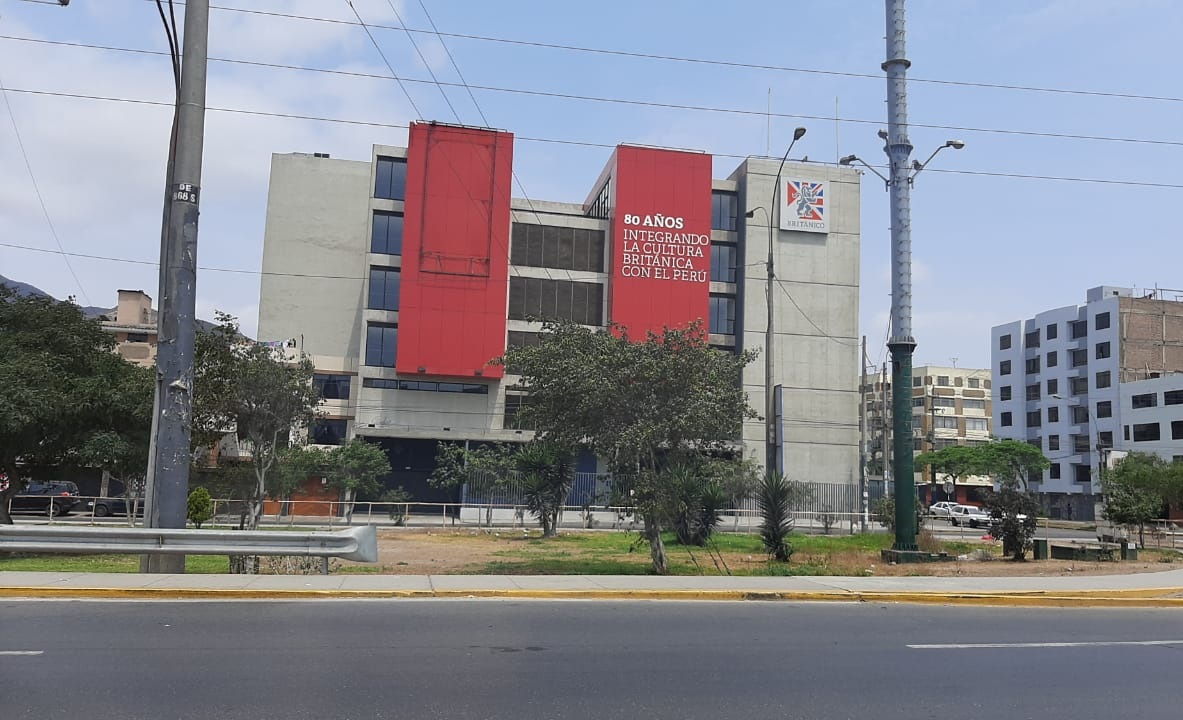
Asociación Cultural Peruano Británica
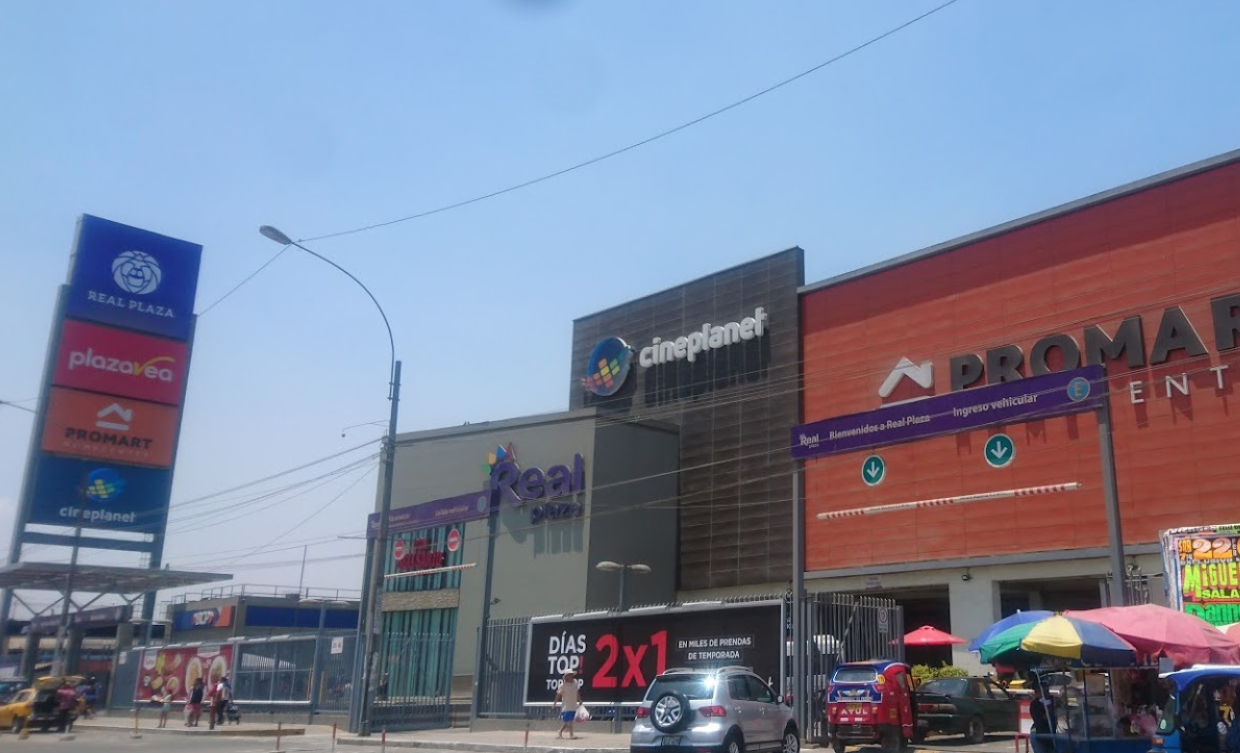
Real Plaza Pro[nota 3]
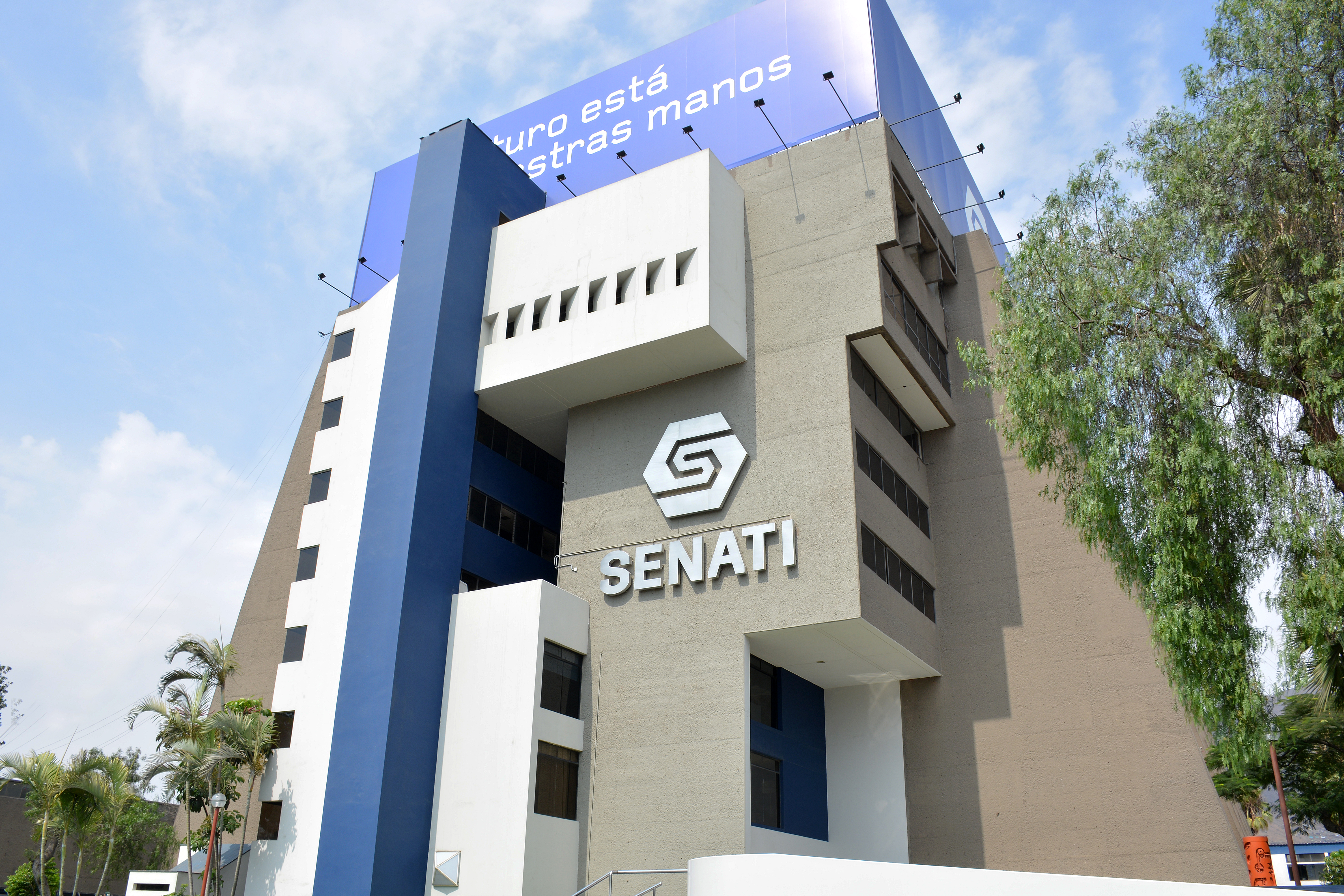
SENATI Central[nota 2]

## Hermanamientos
- Saint-Priest (Auvernia-Ródano-Alpes, Francia).[152]
- Santa Ana (Santa Ana, El Salvador).[153]